# Électricité au Canada
Le secteur de l'électricité au Canada a joué un rôle significatif dans la vie économique et politique du pays depuis la fin du XIXe siècle. Le secteur est organisé sur une base provinciale et territoriale. Dans la majorité des provinces, de grandes entreprises publiques intégrées jouent un rôle déterminant dans la production, le transport et la distribution de l'électricité. L'Ontario et l'Alberta ont créé des marchés de l'électricité au cours de la dernière décennie, afin de stimuler les investissements et la compétition dans ce secteur de l'économie.
Le Canada occupe le troisième rang mondial dans le domaine de la production d'hydroélectricité, qui constituait 60 % de toute l'électricité produite au Canada en 2020. Depuis 1960, d'importants aménagements hydroélectriques, en particulier au Québec, en Colombie-Britannique, au Manitoba et à Terre-Neuve-et-Labrador, ont accru de manière significative la puissance installée. En Ontario, des réacteurs nucléaires CANDU, de conception canadienne, ont fourni plus de la moitié de la demande provinciale en 2007.
Les résidences, bureaux et usines canadiennes sont de grands utilisateurs d'électricité, qu'on appelle souvent hydro au Canada. En 2019, la consommation annuelle moyenne d'énergie électrique des Canadiens figurait parmi les plus élevées au monde avec une moyenne de 15 018 kWh par habitant, soit 4,6 fois la moyenne mondiale et 18 % au-dessus de la consommation aux États-Unis.

## Historique

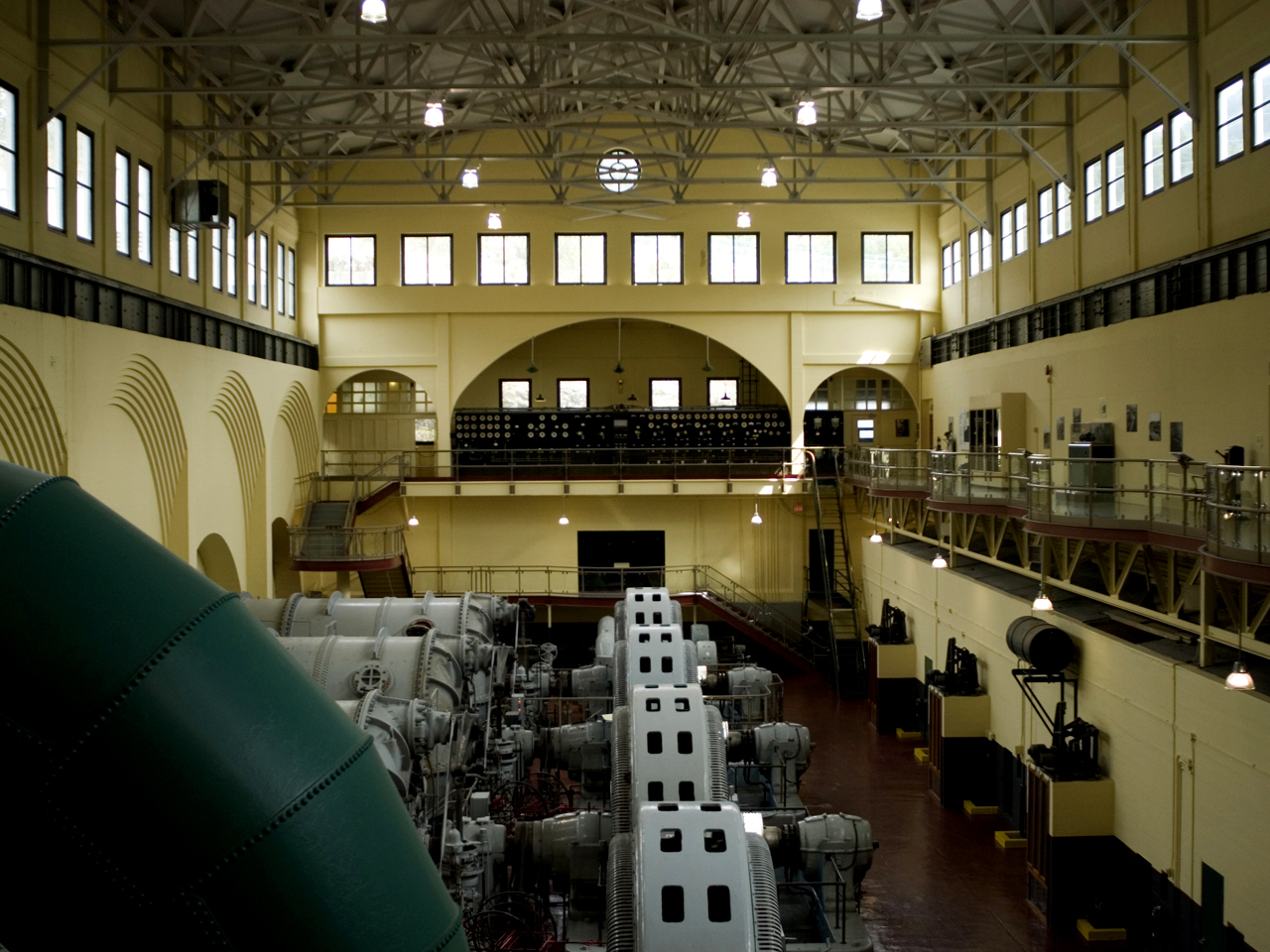
La salle des alternateurs de 1911 de la centrale de Stave Falls, en Colombie-Britannique.

Le développement de l'hydroélectricité au début du XXe siècle a eu une profonde influence sur la vie économique et politique au Canada et en est venue à symboliser la transition entre la « vieille » industrialisation du XIXe siècle et une « nouvelle » économie canadienne, moderne et diversifiée.
Dans les années 1890, trois entreprises concurrentes en Ontario s'engagent dans une course pour développer la partie canadienne des chutes du Niagara. Après plusieurs années de délais, la construction débute sur deux des sites en 1902 et sur le troisième en 1904. Au même moment, un groupe de municipalités du sud de l'Ontario organise des entreprises de service électrique et s'unit pour obtenir un fournisseur d'hydroélectricité fiable. Malgré quelques hésitations, le premier ministre de l'Ontario, George William Ross, met en place l'Ontario Power Commission en 1903 pour coordonner les initiatives.
Après avoir tenté de négocier des contrats d'approvisionnement avec les entreprises productrices, le gouvernement met sur pied une commission d'enquête dirigée par Adam Beck, qui recommande la création d'un système public de distribution. La province met sur pied la Commission hydroélectrique de l'Ontario et les électeurs approuvent la municipalisation de la distribution électrique l'année suivante. La Commission commence ses livraisons d'électricité aux villes et villages en octobre 1910. Au début de la Première Guerre mondiale, 59 000 clients sont branchés au réseau électrique ontarien.
À Winnipeg et Vancouver, des entreprises privées se mettent rapidement en place afin de développer l'énergie hydroélectrique dans les grands centres. La British Columbia Electric Railway (en) est la première entreprise à construire une centrale hydroélectrique en Colombie-Britannique. La compagnie reste sous contrôle privé jusqu'à la fin de la Première Guerre mondiale. Dans la capitale manitobaine, le magnat du chemin de fer William Mackenzie construit la première centrale sur la rivière Winnipeg pour alimenter le moulin à farine Ogilvie. Mackenzie doit cependant affronter la concurrence de la ville de Winnipeg, après que les électeurs ont appuyé la construction d'un barrage de 3,25 millions de dollars sur la rivière Winnipeg en 1906.

### Propriété publique et électrification rurale

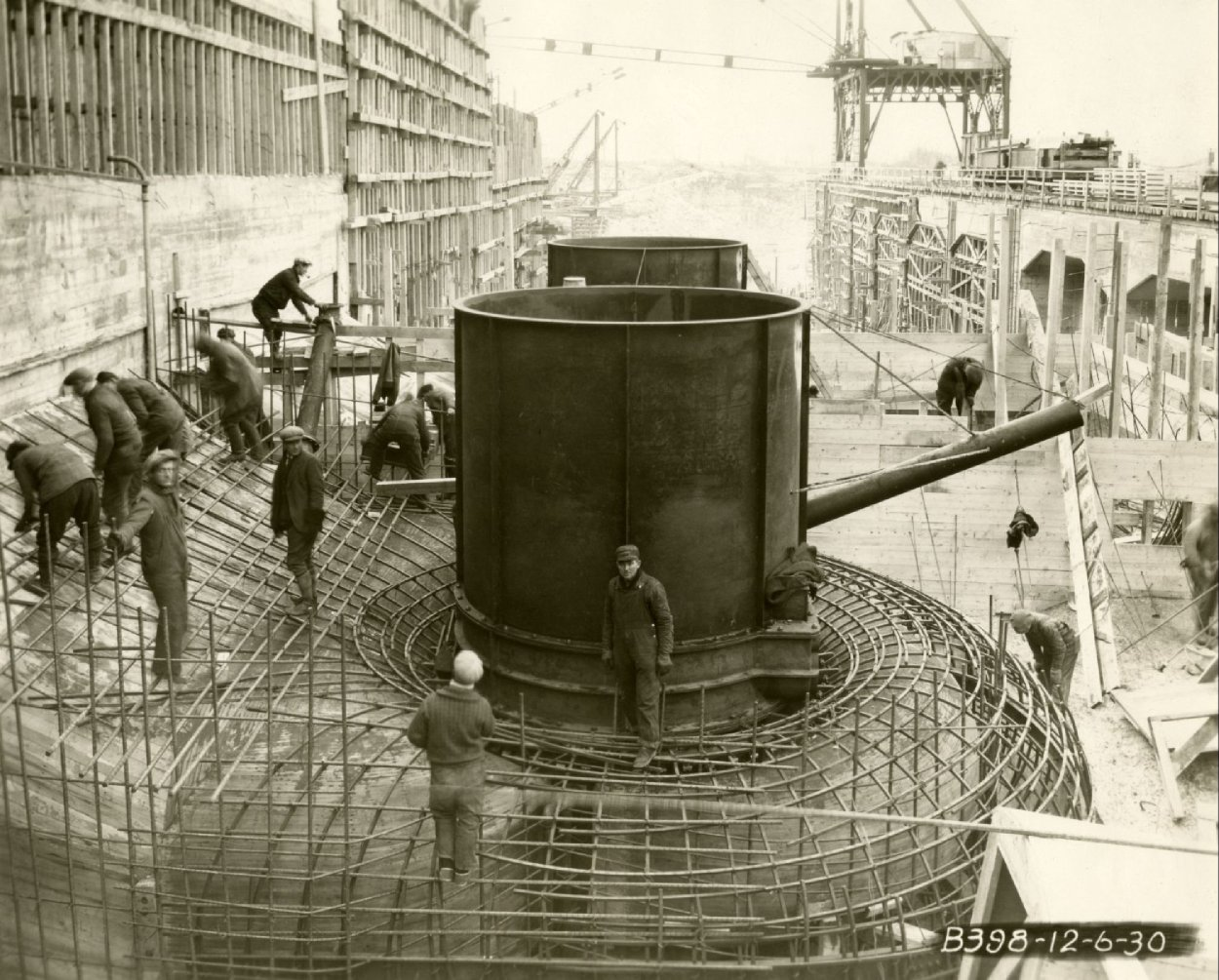
Construction de la première phase de la centrale de Beauharnois, en 1930.

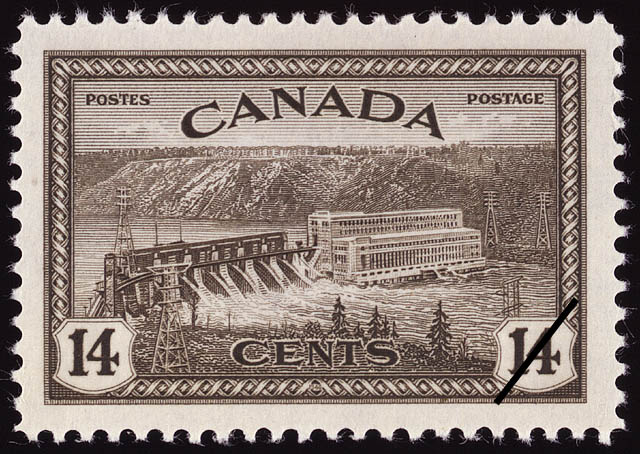
Un timbre-poste de 1946 faisant la promotion de l'hydroélectricité.

Le développement de l'industrie électrique s'accélère après la fin de la Première Guerre mondiale avec la création de compagnies d'électricité gérées par les provinces en Nouvelle-Écosse, au Nouveau-Brunswick, au Manitoba, en Saskatchewan et en Colombie-Britannique, dans les années 1920. Les entreprises provinciales priorisent l'électrification rurale et le développement hydroélectrique.
Pour sa part, le gouvernement du Québec tarde à intervenir dans le secteur de l'électricité. Après une période anarchique au début du siècle, l'industrie québécoise se consolide autour d'un duopole de sociétés privées. Dans la métropole, la Montreal Light, Heat and Power (MLH&P) devient l'acteur dominant par le biais de fusions et d'acquisitions.
Dans le reste du Québec, la Shawinigan Water and Power Company (SW&P) attire d'importants utilisateurs industriels — aluminium, carbure, pâtes et papiers — en construisant un complexe hydroélectrique sur la rivière Saint-Maurice. En 1930, la SW&P était devenue la plus importante compagnie d'électricité au Québec et l'une des plus grandes sociétés hydroélectriques au monde.
Des appels en faveur de la nationalisation de l'industrie se font plus insistants à compter de la Grande Dépression, après qu'un scandale politique entoure la construction de la centrale de Beauharnois, sur le fleuve Saint-Laurent en amont de Montréal. Les critiques attaquent le « trust de l'électricité » pour leurs tarifs abusifs et leurs profits excessifs. La campagne, orchestrée par Philippe Hamel et Télesphore-Damien Bouchard mène à la nationalisation de la MLH&P et à la création d'Hydro-Québec par le gouvernement d'Adélard Godbout en 1944. Les autres compagnies d'électricité ont été fusionnées à Hydro-Québec en 1963, après une campagne électorale sur la question de l'électricité, menée par René Lévesque, à l'époque ministre des Richesses naturelles dans le gouvernement libéral de Jean Lesage.

### Énergie nucléaire

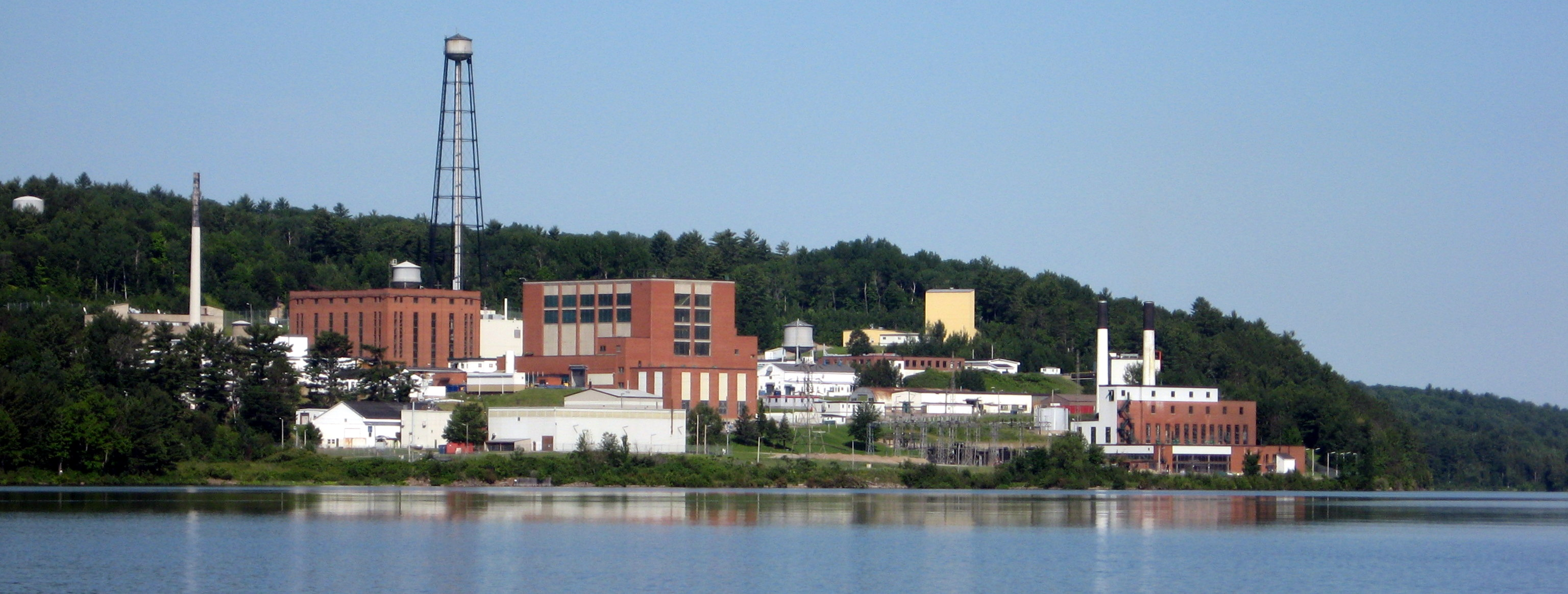
Les laboratoires nucléaires de Chalk River, sur la rivière des Outaouais, à Chalk River (Ontario).

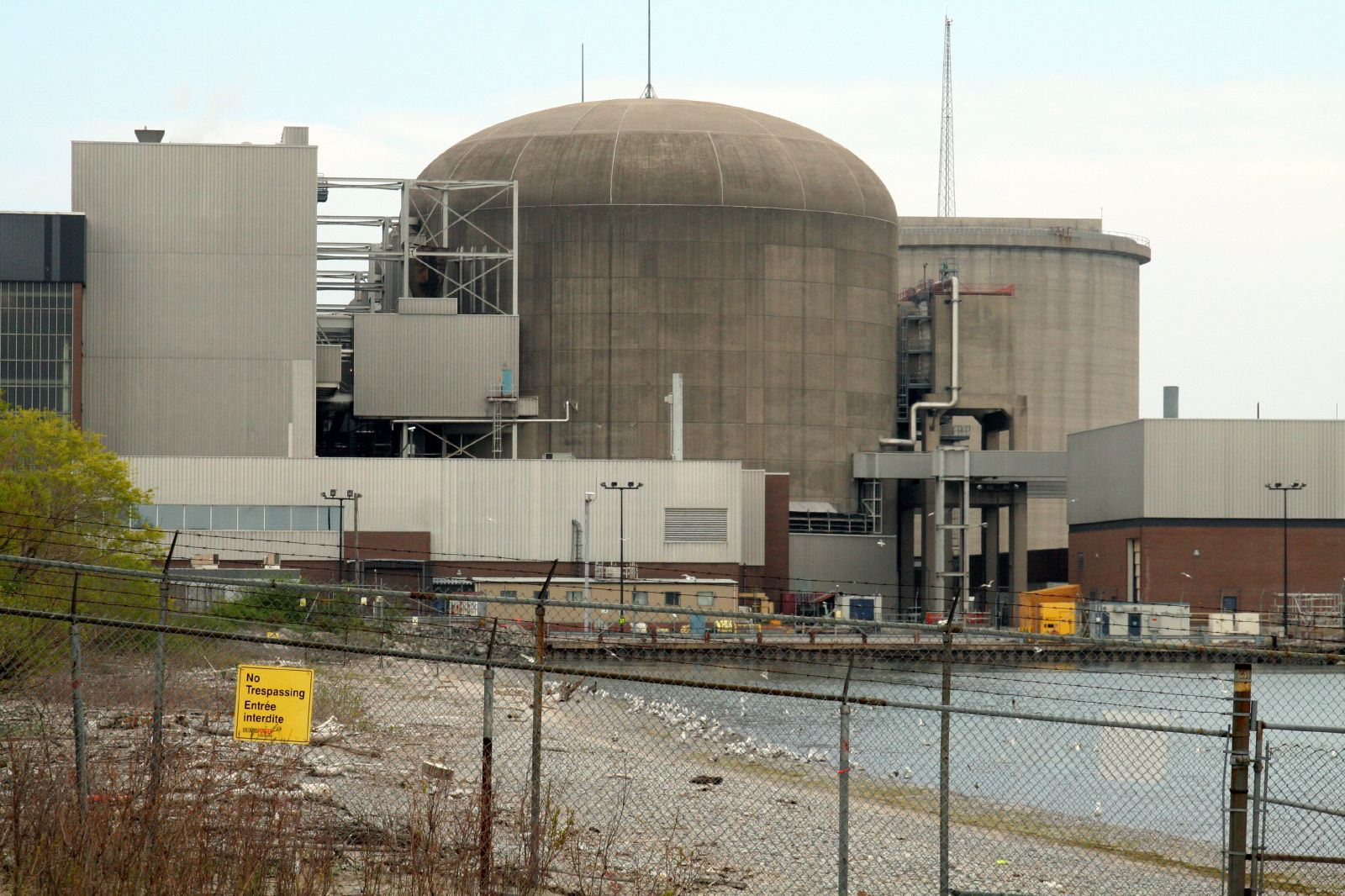
La centrale nucléaire de Pickering est entrée en service en 1971.

L'énergie nucléaire au Canada a une longue histoire. La région du Grand lac de l'Ours a ainsi fourni l'uranium utilisé pour le Projet Manhattan et le premier réacteur nucléaire canadien, le ZEEP a été construit dès 1945. Deux ans plus tard, le Conseil national de recherches Canada commençait l'exploitation d'un réacteur à l'eau lourde, le NRX (National Research Experimental) aux laboratoires nucléaires de Chalk River, au nord d'Ottawa. Il a été suivi en 1957 par le NRU (National Research Universal).
Entretemps, Ontario Hydro, Canadian General Electric et Énergie atomique du Canada Limitée entreprennent la construction d'un réacteur nucléaire expérimental, le NPD (Nuclear Power Demonstration), à Rolphton, situé près de Chalk River. Le réacteur de 22 mégawatts livre ses premiers kilowatts-heures au réseau électrique ontarien, le 4 juin 1962.
La première centrale nucléaire canadienne, la centrale nucléaire de Douglas Point est mise en service le 26 septembre 1968. D'une puissance de  220 mégawatts, elle est construite au coût de 91 millions de dollars. Des réacteurs nucléaires CANDU seront ensuite construits sur trois sites en Ontario au cours des 25 années suivantes, à Pickering, dans le comté de Bruce et à Clarington.
Sur les 20 réacteurs nucléaires en service au Canada, seulement deux ont été construits à l'extérieur de l'Ontario : Gentilly-2, près de Trois-Rivières et Point Lepreau, à l'ouest de Saint-Jean (Nouveau-Brunswick). Ces deux réacteurs sont entrés en service en 1983. En décembre 2012, le Gouvernement du Québec annonce la fermeture et le démantèlement du réacteur de Gentilly.

## Organisation
L'industrie de l'électricité au Canada est organisée sur une base provinciale et territoriale, en vertu de la compétence constitutionnelle des provinces en matière de ressources naturelles. Le processus de libéralisation des marchés des années 1990 a modifié certains paramètres du système, par exemple la séparation fonctionnelle entre les activités de production, de transport et de distribution de l'électricité, afin de favoriser la concurrence sur les marchés ou, dans le cas des provinces exportatrices comme le Québec et la Colombie-Britannique, de répondre aux exigences de l'ordonnance 888 de la Federal Energy Regulatory Commission et des autres règles du marché américain. La plupart des gouvernements provinciaux sont toujours directement impliqués dans le marché de l'électricité en tant qu'exploitants d'une partie plus ou moins importante du réseau électrique.
Dans une majorité de provinces et de territoires, les compagnies d'électricité sont des sociétés de la Couronne intégrées verticalement qui exploitent un monopole légal. C'est grosso modo le cas au Nouveau-Brunswick, au Québec, au Manitoba, en Saskatchewan, en Colombie-Britannique et au Nunavut. Un deuxième modèle met en scène une société de la Couronne qui occupe une place plus ou moins grande dans les secteurs de la production et du transport de l'électricité, alors que l'exploitation du réseau de distribution est laissée aux mains de l'entreprise privée, comme c'est le cas à Terre-Neuve-et-Labrador, au Yukon, aux Territoires du Nord-Ouest, et dans une moindre mesure, à l'Île-du-Prince-Édouard. La Nouvelle-Écosse a confié son monopole légal à Nova Scotia Power, lors de la privatisation de 1992.
Deux provinces — l'Ontario et l'Alberta — ont déréglementé leurs industries de l'électricité à des degrés différents au cours de la dernière décennie. Les deux provinces ont ouvert des marchés de l'électricité, mais il existe des différences significatives entre les deux systèmes. Le marché de l'Ontario est un hybride, avec l'Ontario Power Authority est responsable des contrats d'approvisionnement, de la planification intégrée du système et l'administration de prix réglementés pour la plus grande partie de la production et de la charge. En Alberta, les activités de production sont compétitives alors que le transport et la distribution sont réglementés.
Un certain nombre de municipalités exploitent des réseaux de distribution locaux sur leurs territoires. Certaines entreprises municipales, comme EPCOR à Edmonton, sont d'importants acteurs dans la production d'électricité, sous leur raison sociale ou par leur contrôle de compagnies cotées en bourse.
Le gouvernement fédéral, par le biais de l'Office national de l'énergie, émet des permis d'exploitation pour des lignes de transport d'électricité interprovinciales ou internationales. La Commission canadienne de sûreté nucléaire exerce sa compétence sur l'exploitation des centrales nucléaires. Ottawa et les provinces partagent la réglementation environnementale, par exemple la pollution de l'air ou les émissions de gaz à effet de serre. Par ailleurs, les projets hydroélectriques majeurs déclenchent le processus fédéral d'évaluations environnementales, puisque le gouvernement du Canada a juridiction sur les voies navigables et les pêcheries.
Des entreprises industrielles grandes consommatrices d'électricité  —  transformation de l'aluminium, pâtes et papier  — ont investi de manière substantielle dans des installations de production électrique. À titre d'exemple, Rio Tinto Alcan est propriétaire de sept centrales hydroélectriques au Québec et en Colombie-Britannique pour une puissance installée de près de 3 300 mégawatts,.
Au cours des dernières années, la déréglementation partielle ou complète des ventes de gros d'électricité a créé un certain nombre de producteurs indépendants, qui construisent et exploitent des centrales électriques et qui vendent leur production à long terme — par le biais d'ententes pouvant durer jusqu'à 35 ans — ou dans les marchés horaires ou du lendemain, lorsque de tels marchés existent.

## Production

Source:Energy Information Administration, 2008.

En 2007, le Canada a produit 617,5 térawatts-heures (TWh) d'électricité, ce qui place le pays au 7e rang mondial. Environ 822 centrales sont réparties à travers le territoire, de l'Atlantique au Pacifique. Elles ont une puissance installée totale de 124 240 mégawatts (MW). Les 100 plus grandes centrales électriques au Canada ont une puissance installée de 102 341 mégawatts.
En 2007, l'hydroélectricité était le type de production le plus répandu avec une part de 58,7 %, suivie du charbon (16,7 %), de l'énergie nucléaire (15,5 %), du gaz naturel (6,6 %), du fioul (1,2 %), de l'éolien (0,5 %) et de la biomasse (0,3 %). Les sources diverses, comme le coke de pétrole, représentent 0,7 % de la production.
Toutefois, ces chiffres ne reflètent pas adéquatement la diversité des scénarios d'approvisionnement des provinces. Les provinces traditionnellement productrices de charbon, comme l'Alberta (73,6 %), la Saskatchewan (61 %) et la Nouvelle-Écosse (58,6 %) privilégient toujours les centrales thermiques au charbon. Dans les provinces et territoires disposant de vastes ressources hydrauliques, comme le Québec (94 %), la Colombie-Britannique (94,8 %), Terre-Neuve-et-Labrador (96,8 %), le Yukon (93,2 %) et les Territoires du Nord-Ouest (75,1 %), l'hydroélectricité constitue le gros de la production.
En Ontario, la province dispose de la production de ses trois centrales nucléaires, construites entre 1966 et 1993: Pickering, Bruce et Darlington. Le Nouveau-Brunswick, et par extension, l'Île-du-Prince-Édouard, qui achète 96 % de son électricité de la province voisine, dispose d'un parc de production varié, qui comprend une centrale nucléaire, des centrales hydroélectriques et thermiques. Toutefois, la province doit composer avec la volatilité des prix du pétrole à cause de la composition de son parc de production.
Dans le cadre de l'accord de Paris sur le climat, le gouvernement canadien annonce en novembre 2016 que les provinces de l'Alberta, de la Saskatchewan, du Nouveau-Brunswick et de la Nouvelle-Écosse qui disposent de centrales au charbon à cette date pourront soit les fermer complètement, comme la première prévoit de le faire, ou avoir recours « à des technologies de capture et d'entreposage du carbone ».
Les données sur la puissance installée et la production d'électricité des provinces et territoires du Canada sont indiquées ci-dessous. Les données sont exprimées en mégawatts et en gigawatts-heures. Les tables utilisent les données de 2007 de Statistique Canada.

### Puissance installée des services et industries
| Type                       | Type                       | Canada    | T.-N.L. | I.P.E. | N.-É. | N.-B. | QC     | ON     | MB    | SK    | AB     | C.-B.  | YK   | N.-O. | NU   |
| -------------------------- | -------------------------- | --------- | ------- | ------ | ----- | ----- | ------ | ------ | ----- | ----- | ------ | ------ | ---- | ----- | ---- |
| Type                       | Type                       | mégawatts |         |        |       |       |        |        |       |       |        |        |      |       |      |
| Hydro                      | Hydro                      | 73 436    | 6 796   | 0      | 404   | 923   | 37 459 | 8 350  | 5 029 | 855   | 909    | 12 609 | 78   | 25    | 0    |
| Éolien et marémotrice      | Éolien et marémotrice      | 1 600,4   | 0       | 43,6   | 52,8  | 0     | 375,8  | 413,5  | 103,9 | 171,2 | 438,9  | 0      | 0,8  | 0     | 0    |
| Thermique                  | Thermique                  | 49 204    | 557     | 158    | 2 006 | 3 612 | 3 183  | 23 403 | 494   | 2 853 | 10 503 | 2 223  | 32   | 126   | 54   |
|                            | Vapeur                     | 27 212    | 490     | 67     | 1 686 | 2 149 | 1 126  | 9 748  | 119   | 2 213 | 7 845  | 1 769  | 0    | 0     | 0    |
|                            | Nucléaire                  | 13 345    | 0       | 0      | 0     | 680   | 675    | 11 990 | 0     | 0     | 0      | 0      | 0    | 0     | 0    |
|                            | Combustion interne         | 593,5     | 24,0    | 0      | 0     | 14,3  | 129,2  | 66,2   | 9,5   | 0     | 103,9  | 61,0   | 32,2 | 98,9  | 54,3 |
|                            | Turbine à combustion       | 8 054     | 43      | 90     | 320   | 769   | 1 252  | 1 599  | 365   | 640   | 2 554  | 393    | 0    | 27    | 0    |
| Puissance installée totale | Puissance installée totale | 124 240   | 7 353   | 201    | 2 463 | 4 535 | 41 018 | 32 166 | 5 627 | 3 879 | 11 851 | 14 832 | 111  | 151   | 54   |

### Production d'énergie totale par type
| Type                  | Type                  | Canada           | T.-N.L.  | I.P.E. | N.-É.    | N.-B.    | QC        | ON        | MB       | SK       | AB       | C.-B.    | YK    | N.-O. | NU    |
| --------------------- | --------------------- | ---------------- | -------- | ------ | -------- | -------- | --------- | --------- | -------- | -------- | -------- | -------- | ----- | ----- | ----- |
| Type                  | Type                  | gigawatts-heures |          |        |          |          |           |           |          |          |          |          |       |       |       |
| Hydro                 | Hydro                 | 364 128,2        | 40 048,5 | 0      | 924,5    | 2 803,0  | 181 099,8 | 34 336,0  | 33 513,2 | 4 393,0  | 2 141,2  | 64 288,2 | 330,6 | 250,2 | 0     |
| Éolien et marémotrice | Éolien et marémotrice | 2 947,6          | 0        | 39,6   | 177,1    | 0        | 617,4     | 492,9     | 325,1    | 579,5    | 715,6    | 0        | 0,4   | 0     | 0     |
| Thermique             | Thermique             | 250 393,8        | 1 534,8  | 5,1    | 11 472,5 | 14 835,9 | 10 245,0  | 123 405,4 | 564,2    | 15 602,0 | 64 575,6 | 7 544,9  | 23,7  | 436,0 | 148,9 |
|                       | Vapeur                | 127 952,9        | 1 255,9  | 5,4    | 11 218,6 | 8 595,1  | 2 562,4   | 34 343,2  | 511,5    | 14 271,8 | 50 180,4 | 5 008,6  | 0     | 0     | 0     |
|                       | Nucléaire             | 88 190,4         | 0        | 0      | 0        | 4 118,7  | 4 321,6   | 79 750,2  | 0        | 0        | 0        | 0        | 0     | 0     | 0     |
|                       | Combustion interne    | 4 259,8          | 43,4     | 0,1    | 0        | 6,1      | 272,0     | 2 878,7   | 12,9     | 1,4      | 492,5    | 82,7     | 23,7  | 297,5 | 148,9 |
|                       | Turbine à combustion  | 29 990,6         | 235,5    | -0,4   | 253,9    | 2 115,9  | 3 089,0   | 6 433,4   | 39,7     | 1 328,8  | 13 902,7 | 2 453,6  | 0     | 138,5 | 0     |
| Production totale     | Production totale     | 617 469,6        | 41 583,3 | 44,7   | 12 574,0 | 17 638,8 | 191 962,1 | 158 234,4 | 34 402,5 | 20 574,4 | 67 432,4 | 71 833,0 | 354,7 | 686,3 | 148,9 |

### Production par source d'énergie
| Source d'énergie               | Source d'énergie               | Canada           | T.-N.L.  | I.P.É. | N.-É.    | N.-B.    | QC        | ON        | MB       | SK       | AB       | C.-B.    | YK    | N.-O. | NU    |
| ------------------------------ | ------------------------------ | ---------------- | -------- | ------ | -------- | -------- | --------- | --------- | -------- | -------- | -------- | -------- | ----- | ----- | ----- |
| Source d'énergie               | Source d'énergie               | gigawatts-heures |          |        |          |          |           |           |          |          |          |          |       |       |       |
| Eau                            | Eau                            | 334 251,3        | 38 525,2 | 0      | 892,1    | 2 793,7  | 163 301,5 | 33 404,2  | 33 513,2 | 4 393,0  | 2 141,2  | 54 706,3 | 330,6 | 250,2 | 0     |
| Vent et marées                 | Vent et marées                 | 2 946,5          | 0        | 39,6   | 177,1    | 0        | 617,4     | 492,9     | 325,1    | 579,5    | 714,4    | 0        | 0,4   | 0     | 0     |
| Charbon                        | Charbon                        | 94 334,5         | 0        | 0      | 7 011,3  | 2 914,3  | 0         | 27 931,6  | 388,2    | 12 361,7 | 43 727,2 | 0        | 0     | 0     | 0     |
| Pétrole                        | Pétrole                        | 6 894,2          | 1 287,3  | 1,4    | 847,2    | 3 836,9  | 326,4     | 269,5     | 22,0     | 22,2     | 10,0     | 58,6     | 23,7  | 40,2  | 148,9 |
|                                | Mazout léger                   | 108,7            | -10,2    | 0,6    | 16,5     | 12,3     | -1,8      | 60,5      | 9,0      | 21,8     | 0        | 0        | 0     | 0     | 0     |
|                                | Mazout lourd                   | 6 085,6          | 1 253,8  | 0,8    | 576,9    | 3 819,8  | 225,5     | 209,0     | 0        | 0        | 0        | 0        | 0     | 0     | 0     |
|                                | Diesel                         | 699,9            | 43,8     | 0      | 253,9    | 4,8      | 102,7     | 0         | 12,9     | 0,5      | 10,0     | 58,6     | 23,7  | 40,2  | 148,9 |
| Gaz naturel                    | Gaz naturel                    | 37 357,0         | 0        | 0      | 788,2    | 1 843,6  | 4 563,0   | 12 531,7  | 68,8     | 2 921,8  | 12 195,6 | 2 401,5  | 0     | 42,7  | 0     |
| Bois                           | Bois                           | 1 889,8          | 0        | 3,7    | 134,1    | 0        | 353,5     | 518,1     | 0        | 0        | 335,3    | 545,1    | 0     | 0     | 0     |
| Uranium                        | Uranium                        | 88 190,4         | 0        | 0      | 0        | 4 118,7  | 4 321,6   | 79 750,2  | 0        | 0        | 0        | 0        | 0     | 0     | 0     |
| Autres                         | Autres                         | 3 779,2          | 0        | 0,02   | 2 487,0  | 776,7    | 199,2     | 216,2     | 0        | 0        | 100,1    | 0        | 0     | 0     | 0     |
| Production totale des services | Production totale des services | 569 660,3        | 39 812,5 | 44,7   | 12 337,1 | 16 284,0 | 173 682,5 | 155 131,8 | 34 317,4 | 20 278,3 | 59 223,9 | 57 711,5 | 354,7 | 333,2 | 148,9 |
| % du total canadien            | % du total canadien            | 100,0            | 7,0      | 0,0    | 2,2      | 2,9      | 30,5      | 27,2      | 6,0      | 3,6      | 10,4     | 10,1     | 0,1   | 0,1   | 0,1   |

## Transport

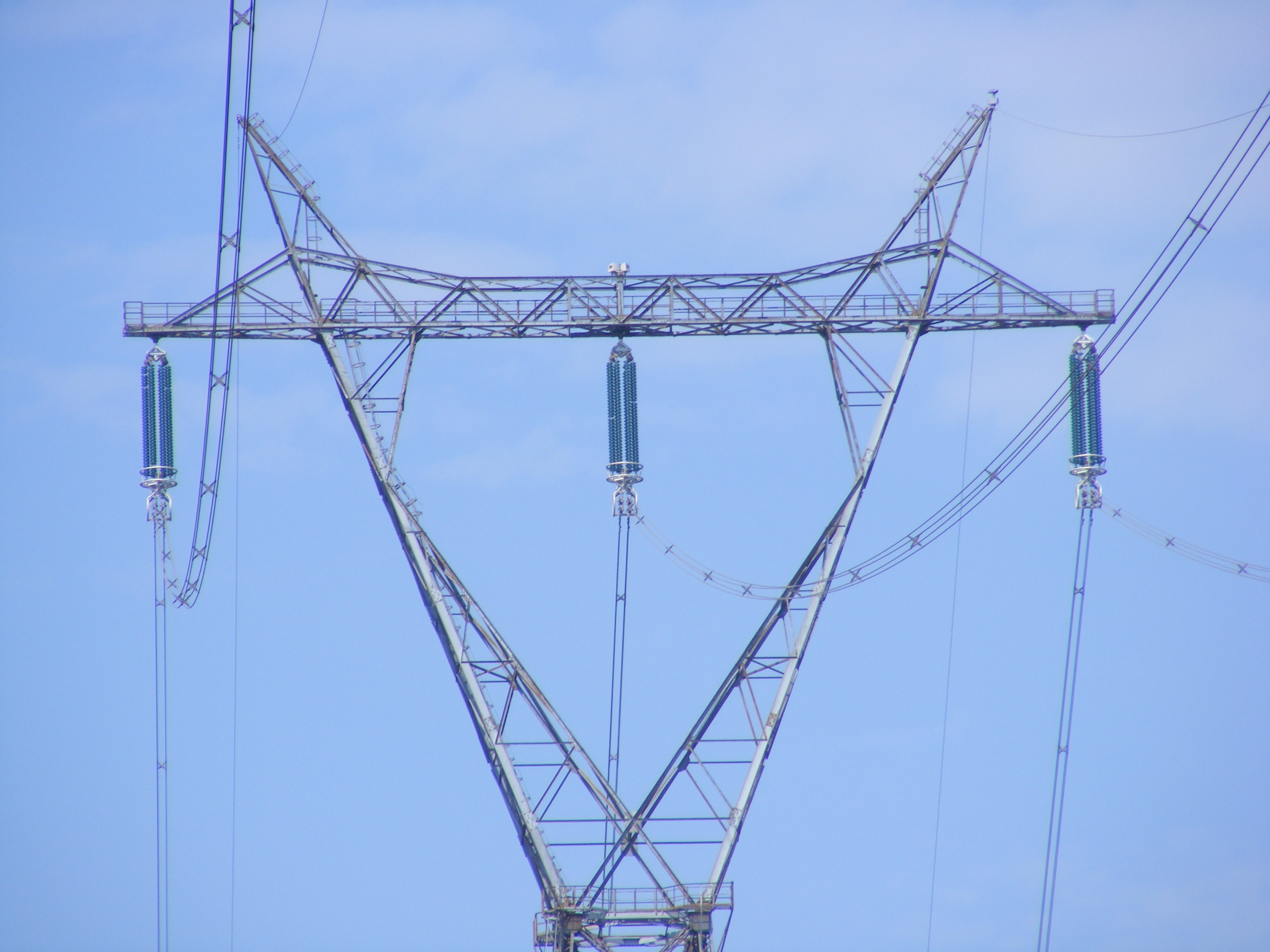
Un pylône d'une ligne à 735 kV d'Hydro-Québec TransÉnergie, reconnaissable aux entretoises en forme de x qui séparent les trois séries de quatre conducteurs. La mise au point de cette technique, en 1965, facilitera les grands aménagements hydroélectriques à Manic-Outardes, au Labrador et à la baie James.

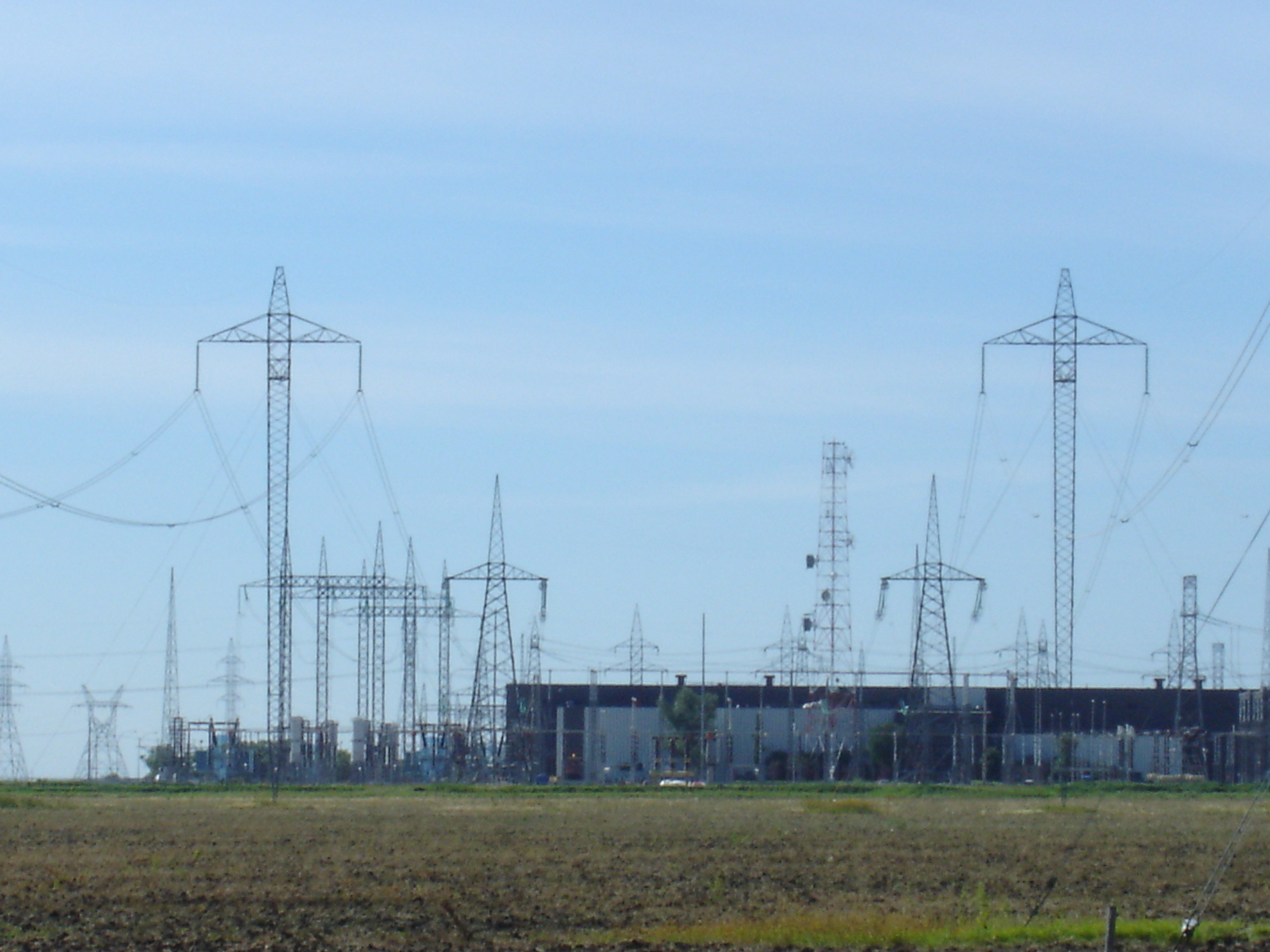
Le terminus sud du Bipole, la ligne haute tension à courant continue qui relie la région de la capitale manitobaine au complexe de la rivière Nelson. Cette innovation fait maintenant partie des faits saillants de l'IEEE.

Les réseaux de transport de l'électricité au Canada ont une longueur totale de 160 000 km. Les réseaux électriques suivent généralement orientation nord-sud, puisque la plupart des centres de consommation au Canada sont concentrés dans le sud du pays, le long de la frontière des États-Unis, alors que les grandes centrales hydroélectriques sont souvent situées dans les régions isolées au nord. Cette configuration particulière a forcé les entreprises canadiennes d'électricité à innover. En novembre 1965, Hydro-Québec mettait en service la première ligne à 735 kilovolts reliant le complexe Manic-Outardes au poste de Lévis. En 1972, Manitoba Hydro reliait les centrales du projet de la rivière Nelson à la région de Winnipeg par une ligne haute tension à courant continu, le Bipole I.
Les réseaux canadiens sont largement intégrés aux réseaux électriques continentaux. Les entreprises d'électricité des provinces qui ont une frontière avec les États-Unis participent aux organismes américains de fiabilité électrique, comme le North American Electric Reliability Corporation (NERC); les provinces Maritimes, le Québec et l'Ontario sont membres du Northeast Power Coordinating Council (NPCC) avec les États de la Nouvelle-Angleterre et de New York; le Manitoba collabore au Midwest Reliability Organization (MRO), alors que l'Alberta et la Colombie-Britannique participent au Western Electricity Coordinating Council (WECC).
Les entreprises électriques canadiennes investissent des sommes considérables afin de maintenir leur infrastructure vieillissante. Elles doivent aussi construire postes et lignes pour relier de nouvelles sources de production au réseau de transport en vrac. Par exemple, Hydro One prévoyait d'investir 2,3 milliards entre 2010 et 2012 dans une série de projets destinés à brancher de nouvelles sources d'énergie renouvelable construites dans le cadre de la mise en œuvre du Green Energy Act. En Alberta, l'exploitant du réseau, l'AESO, recommande la construction d'une boucle à 240 kilovolts dans le sud de l'Alberta. Ce projet, évalué à 1,83 milliard de dollars, permettrait d'intégrer 2 700 mégawatts de nouvelle production éolienne. Au Québec, TransÉnergie a déposé une demande d'investissement de 1,47 milliard de dollars afin de relier les parcs éoliens retenus dans le cadre de l'appel d'offres de 2005, qui doivent entrer en service entre 2011 et 2015.

## Tarifs
| Ville (Distributeur d'électricité)       | Résidentiel | Petite puissance | Moyenne puissance | Grande puissance |
| ---------------------------------------- | ----------- | ---------------- | ----------------- | ---------------- |
| Saint-Jean (Newfoundland Power/NL Hydro) | 10,73       | 10,77            | 8,00              | 3,98             |
| Charlottetown (Maritime Electric)        | 16,15       | 16,84            | 14,54             | 9,58             |
| Halifax (Nova Scotia Power)              | 12,89       | 12,71            | 10,51             | 7,61             |
| Moncton (Énergie NB)                     | 11,66       | 12,09            | 10,66             | 6,66             |
| Montréal (Hydro-Québec)                  | 6,88        | 8,94             | 7,24              | 4,55             |
| Ottawa (Hydro Ottawa)                    | 11,00       | 10,50            | 9,46              | 8,64             |
| Toronto (Toronto Hydro)                  | 11,82       | 11,50            | 10,46             | 9,40             |
| Winnipeg (Manitoba Hydro)                | 7,08        | 7,02             | 5,41              | 3,55             |
| Regina (SaskPower)                       | 13,15       | 10,85            | 9,43              | 6,09             |
| Edmonton (EPCOR)                         | 9,27        | 8,74             | 9,43              | 6,98             |
| Calgary (ENMAX)                          | 10,65       | 7,90             | 6,29              | 5,03             |
| Vancouver (BC Hydro)                     | 7,79        | 8,76             | 6,15              | 4,40             |

## Provinces

### Alberta

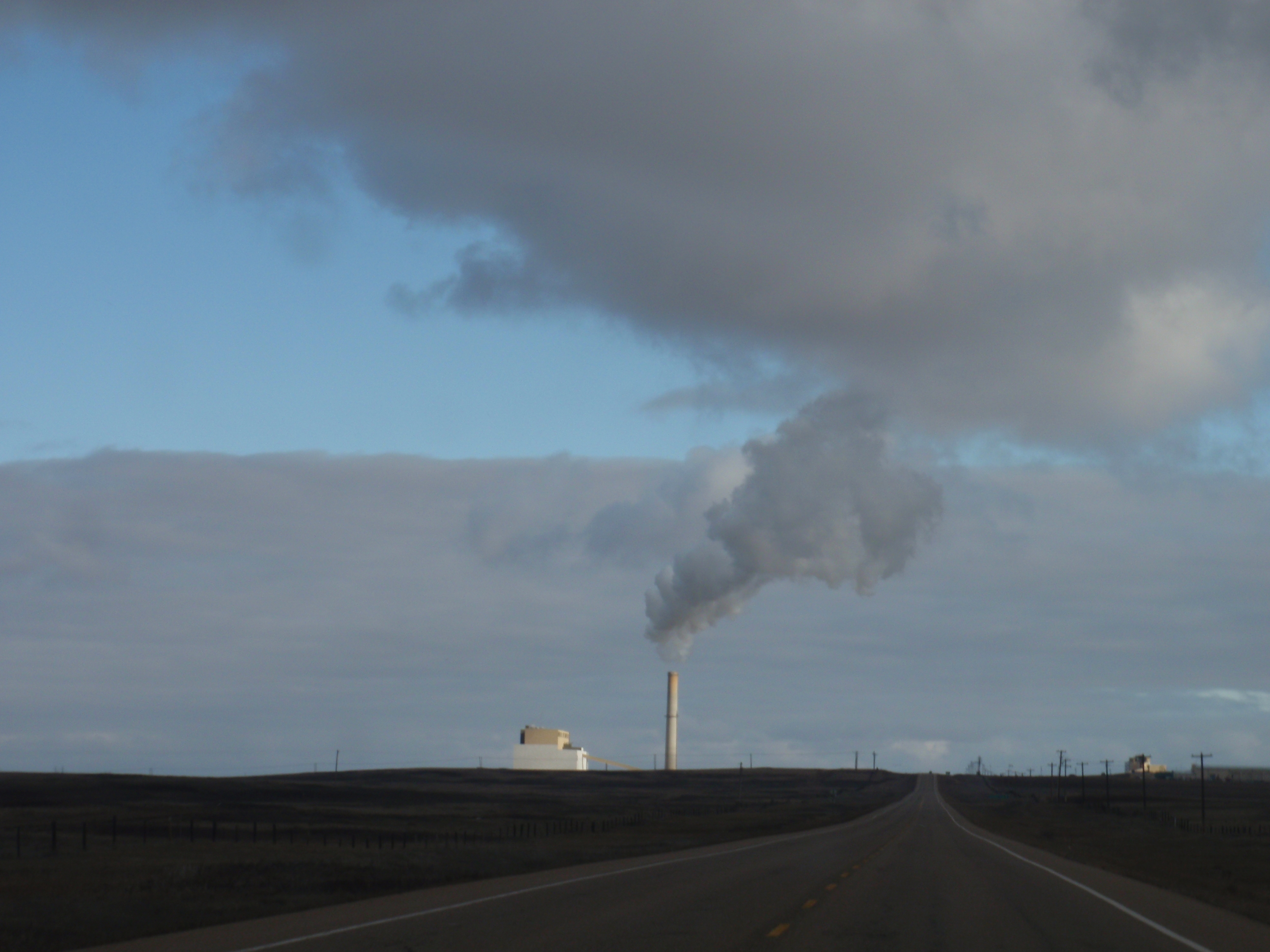
La centrale au charbon de Sheerness, près de Hanna. Mise en service en 1986, cette centrale de 760 MW est une coentreprise d'ATCO et de TransAlta.

L'Alberta est la première province canadienne à mettre en place un marché de l'électricité déréglementé. Le marché a été lancé en 1996, à la suite de l'adoption de l'Electric Utility Act, l'année précédente. Les compagnies locales de distribution, publiques ou privées, ont conservé l'obligation de servir et les six plus importants distributeurs se sont fait assigner une partie de la production des centrales existantes à un prix fixe. La province a évolué vers une concurrence complète en 2001 et un marché instantané (spot), sous la supervision de l'Alberta Electric System Operator, a vu le jour en 2003. Après de nombreuses critiques au sujet des prix élevés en 2000, le gouvernement provincial a mis sur pied un programme de prix réglementés destiné à protéger les consommateurs de la volatilité des prix.
Le secteur de la production de l'électricité en Alberta est dominé par TransAlta, ATCO Power et Capital Power Corporation, qui résulte de la scission des activités de production d'EPCOR, le distributeur municipal propriété de la ville d'Edmonton. Malgré l'addition de 5 700 mégawatts et le retrait du service de 1 470 mégawatts entre 1998 et 2009, le charbon compte toujours pour 73,8 % de la production des services d'électricité de la province, suivi du gaz naturel, qui occupe 20,6 % du marché.
La puissance installée du parc de production albertain a atteint 12 834 mégawatts en 2009, dont 5 692 mégawatts de centrales au charbon et 5 189 mégawatts de centrales au gaz naturel. Des mises en service récentes ont augmenté la puissance des parcs éoliens à 657 mégawatts, alors que la puissance des centrales hydroélectriques s'établissait à 900 mégawatts. Malgré des mesures fédérales récentes visant à contrôler les émissions de gaz à effet de serre dans le secteur de l'électricité, des représentants de l'industrie croient que l'Alberta utilisera toujours des centrales au charbon en 2050.

### Colombie-Britannique

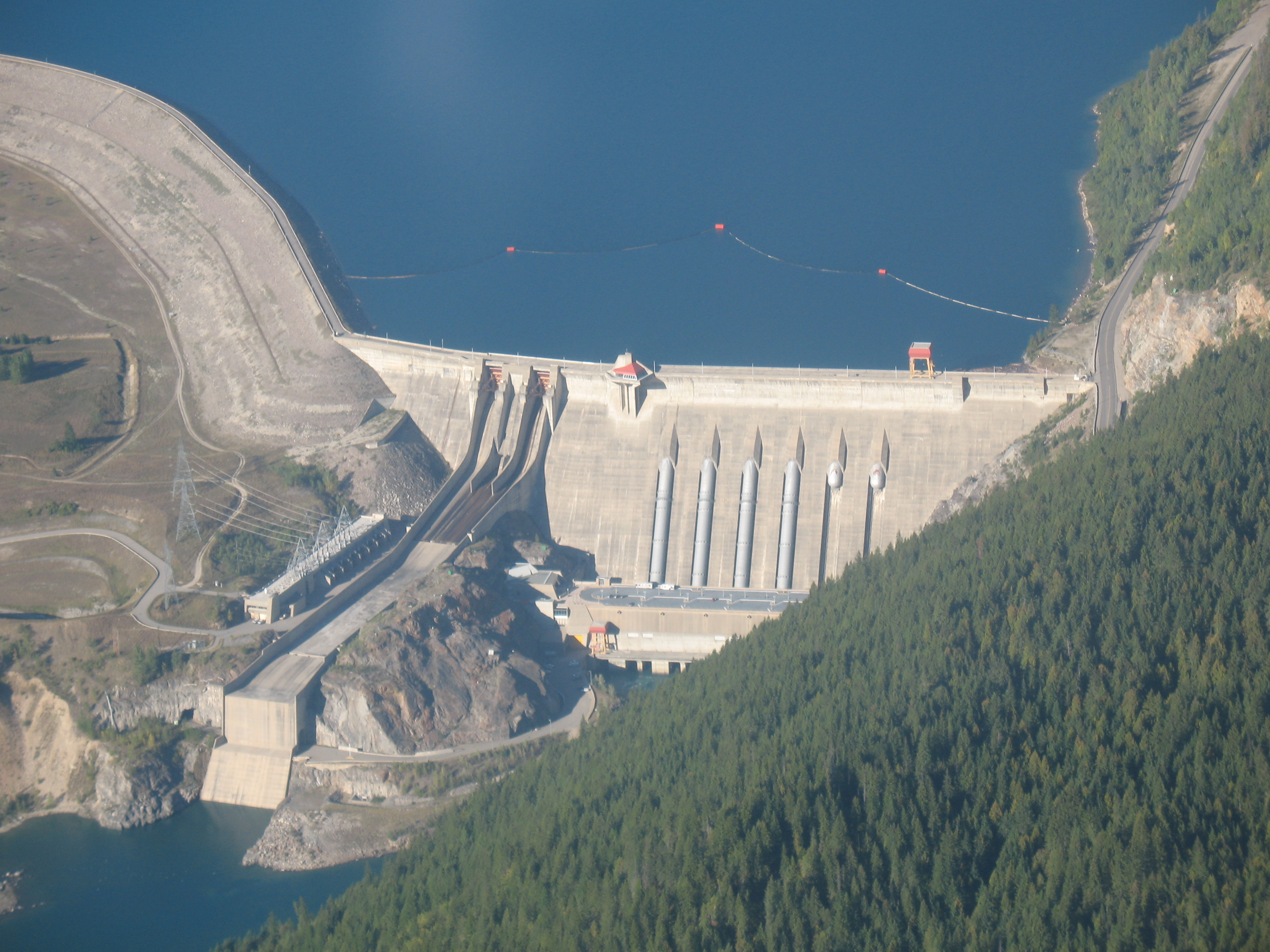
La centrale de Revelstoke de BC Hydro, mise en service en 1984.

BC Hydro a été créée en 1961 avec l'adoption, par le gouvernement de W.A.C. Bennett, du BC Hydro Act, qui fusionnait BC Electric et la BC Power Commission et créait la British Columbia Hydro Power and Authority (BCHPA). BC Hydro est le principal distributeur, avec 1,8 million de clients dans la plupart des régions de la province, à l'exception de la région des Kootenays, qui est desservie par FortisBC, une filiale de Fortis Inc., qui distribue l'électricité directement à 111 000 clients, en plus de fournir de l'électricité aux services électriques municipaux dans cette région.
Entre 1960 et 1984, BC Hydro a mis en service six grandes centrales hydroélectriques : les centrales Gordon M. Shrum (2 730 MW) et Peace Canyon (694 MW) sur la rivière de la Paix, Mica (1 805 MW) et Revelstoke (1 843 MW) sur la rivière Columbia, Kootenay Canal (583 MW) sur la rivière Kootenay et Seven Mile (805 MW), sur la rivière Pend d'Oreille.
Un troisième barrage et une centrale de 900 mégawatts devaient être construits sur la rivière de la Paix, près de Fort St. John. Le projet, connu sous le nom de Site C, est l'objet de discussion depuis des décennies. Il a été rejeté une première fois au début des années 1990. En avril 2010, le gouvernement de la Colombie-Britannique a annoncé l'établissement d'un processus de révision réglementaire, en vue de construire la centrale d'ici 2020.
Au cours des dernières années, le gouvernement libéral de Gordon Campbell a encouragé la construction de petites centrales hydroélectriques au fil de l'eau par des entrepreneurs privés. En date du 1er avril 2010, 63 contrats ont été signés avec des producteurs d'électricité indépendants pour une puissance additionnelle de 2 629 mégawatts et une production estimée de 10,3 térawatts-heures.

### Île-du-Prince-Édouard

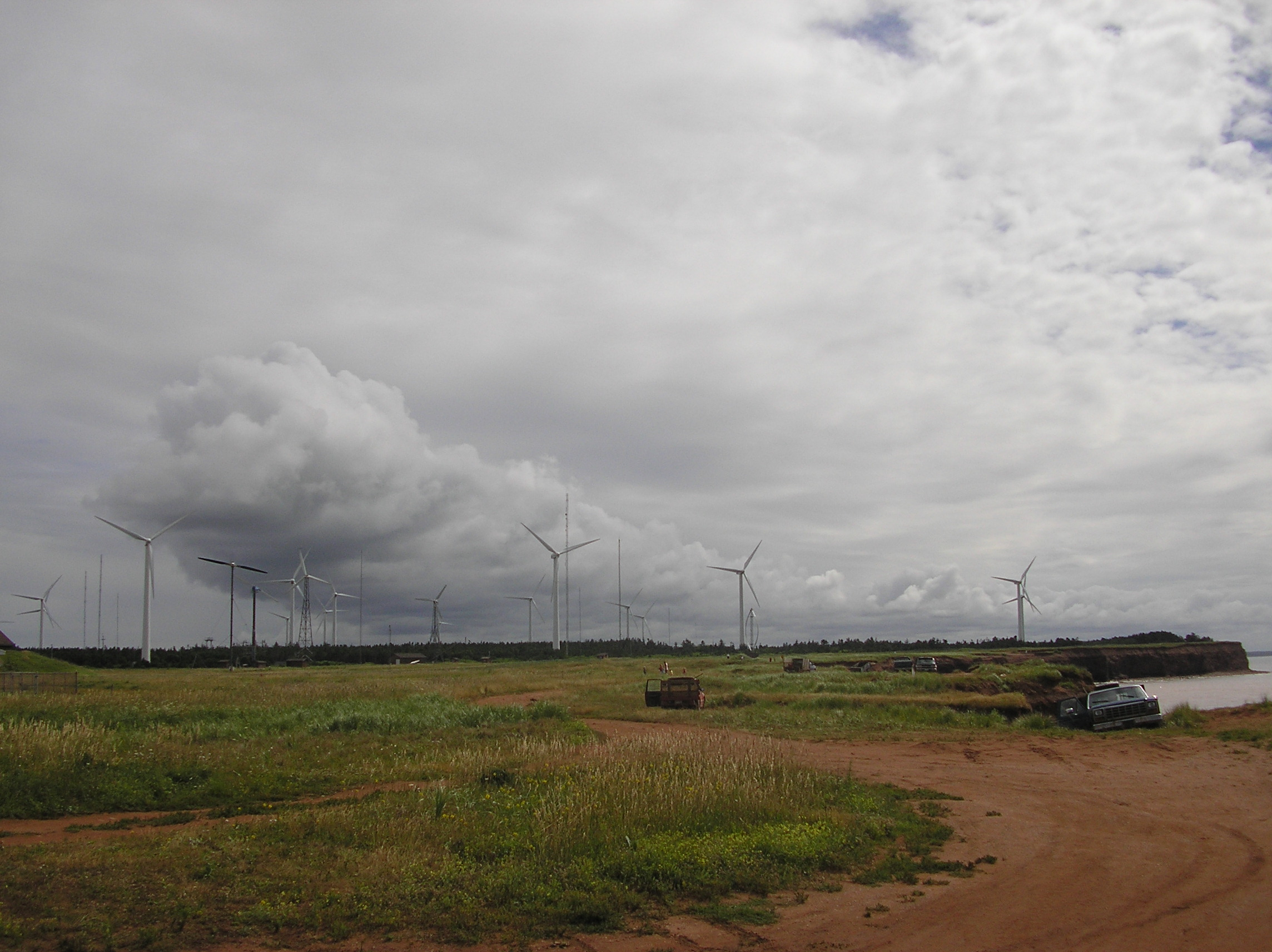
Parc éolien à North Cape, Île-du-Prince-Édouard.

L'Île-du-Prince-Édouard est la seule province canadienne sans centrale hydroélectrique. La province est largement dépendante de l'électricité produite par les centrales d'Énergie NB pour répondre à sa demande. Un câble sous-marin fournit plus de 80 % de l'électricité consommée dans la province. Depuis le début des années 2000, le gouvernement soutient activement le développement de l'énergie éolienne sur son territoire. 
Maritime Electric, une filiale de Fortis Inc., de St. John's, exploite le réseau électrique intégré de la province, à l'exception d'un réseau municipal à Summerside, qui est établi depuis 1920. Les deux services publics exploitent des génératrices diesel, qui sont utilisées lors des périodes de pointe ou en situation d'urgence.
Les tarifs d'électricité à Charlottetown sont les plus élevés parmi les 12 grandes villes canadiennes recensées annuellement par Hydro-Québec, dans sa compilation annuelle des tarifs d'électricité en Amérique du Nord. Selon le document, un consommateur résidentiel qui utilise 1 000 kWh par mois paierait 17,29 cents/kWh, un tarif deux fois plus élevé que pour un consommateur de Montréal, Winnipeg ou Vancouver.
Le premier ministre Robert Ghiz espère pouvoir réduire le prix de l'électricité tout en limitant les émissions atmosphériques en ouvrant des négociations, en novembre 2009, avec le gouvernement du Québec en vue de signer un contrat d'approvisionnement à long terme,. Les négociations, avec Hydro-Québec et d'autres fournisseurs, sont toujours en cours,.

### Manitoba

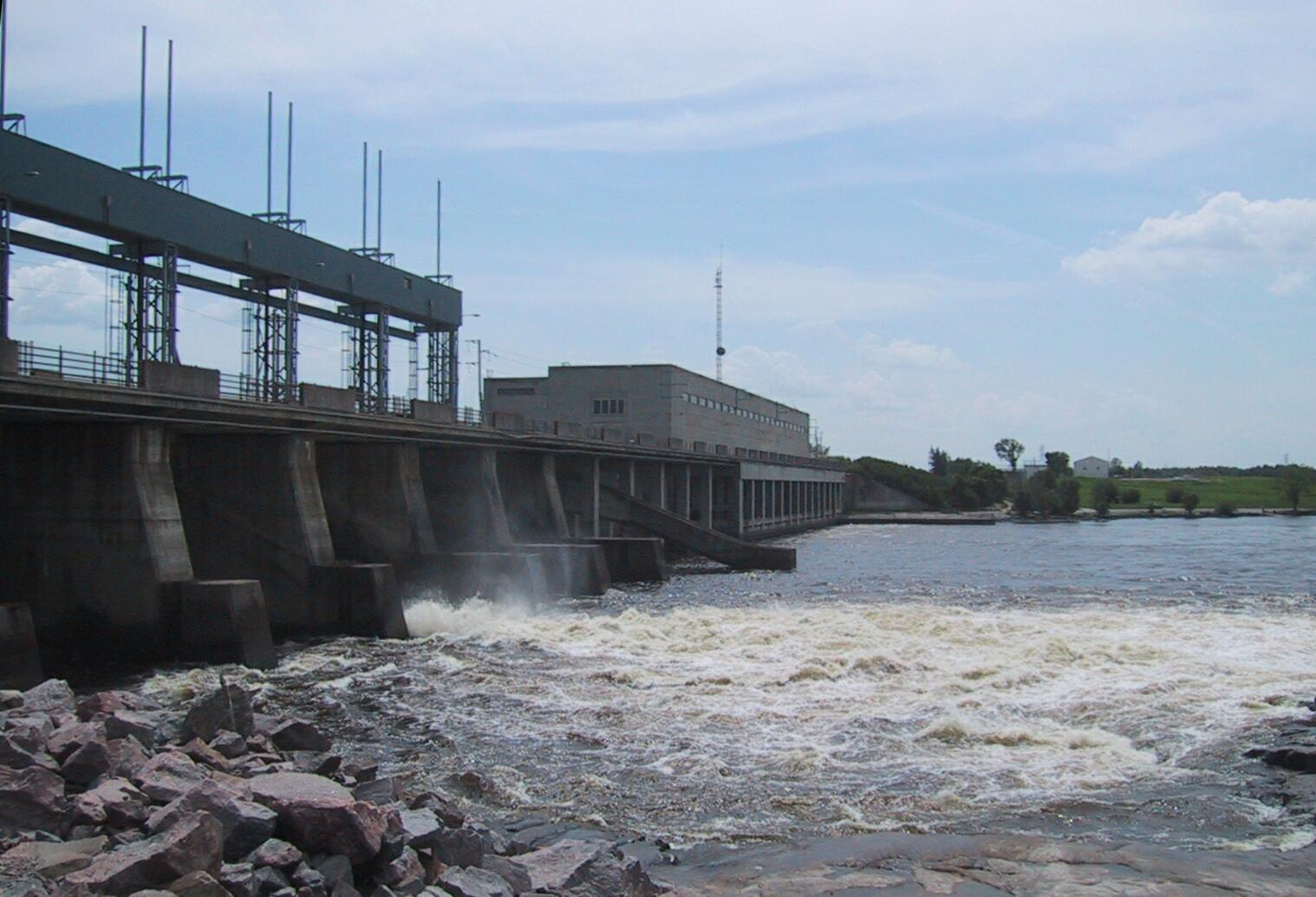
La centrale de Pine Falls, sur la rivière Winnipeg.

Manitoba Hydro est la société de la Couronne responsable de la production, du transport et de la distribution de l'électricité au Manitoba. La puissance installée de ses installations s'établissait le 31 mars 2010 à 5 511 mégawatts, dont 5 033 mégawatts d'hydroélectricité, produite dans 14 centrales construites sur les rivières Nelson, Saskatchewan, Laurie et Winnipeg.
La société publique construit actuellement la centrale de Wuskatim (200 mégawatts) en partenariat avec la Nation crie Nisichawayasihk. Le projet devrait être mis en service en 2011. En avançant de trois ans la date de mise en service, Manitoba Hydro espère bénéficier de revenus supplémentaires liés à l'exportation dans les marchés du Midwest américain.
L'entreprise planifie la construction d'une troisième ligne à haute tension à courant continu reliant le nord de la province à la région de Winnipeg. Le projet Bipole III comprend la construction d'une ligne haute tension à courant continu de 1 364 km et de deux nouveaux postes convertisseurs. Manitoba Hydro réalise également des études préparatoires à la construction de deux autres aménagements hydroélectriques, les projets de Keeyasc et de Conawapa.

### Nouveau-Brunswick

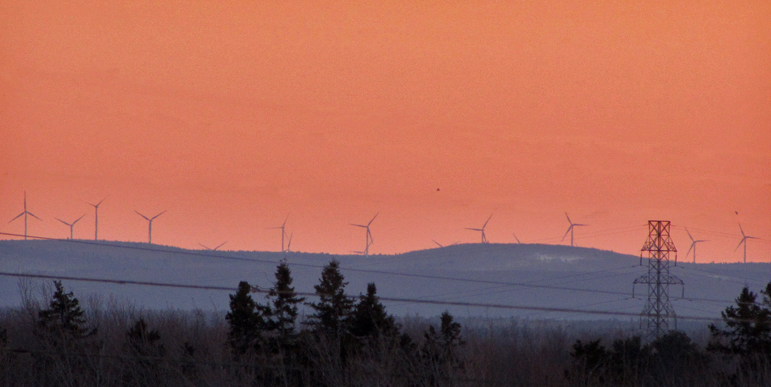
Le parc éolien Kent Hills (2008) de TransAlta, près de Moncton. Des partisans des énergies renouvelables croient que le Nouveau-Brunswick devrait augmenter ses investissements dans des projets éoliens communautaires

Le Nouveau-Brunswick dispose d'un parc de production électrique diversifié, comprenant des centrales thermiques, hydroélectriques ainsi qu'une centrale nucléaire. Fondée en 1920, la société de la Couronne Énergie NB est responsable de la production, du transport et de la distribution sur l'ensemble du territoire, à l'exception de trois réseaux municipaux de distribution, à Saint-Jean, Edmundston et Perth-Andover. Ses centrales ont une puissance installée de 3 297 mégawatts au 31 mars 2008. Depuis, la société a retiré du service deux centrales thermiques et a annoncé la fermeture prochaine de la centrale de Dalhousie, une centrale thermique de 300 mégawatts alimentée au mazout lourd.
Au cours de la dernière décennie, la société publique a connu de nombreux déboires, dont l'échec d'un plan de conversion de deux de ses installations majeures à l'Orimulsion, un combustible bitumineux produit par PDVSA, la compagnie pétrolière nationale du Venezuela et un retard de plus de deux ans de retard dans les travaux de réfection de la centrale nucléaire de Point Lepreau.
En octobre 2009, le gouvernement du Nouveau-Brunswick a signé une entente de principe en vue de la vente de la plupart des actifs d'Énergie NB à Hydro-Québec. L'entente controversée a été annulée en mars 2010,.
Depuis l'échec de la transaction avec le Québec, deux options sont discutées afin de moderniser l'infrastructure électrique de la province, dont la construction d'une interconnexion de 500 mégawatts avec la Nouvelle-Écosse et la construction possible d'une deuxième centrale nucléaire sur le site de Point Lepreau, en collaboration avec le constructeur français Areva. Cependant, l'élection d'un gouvernement conservateur dirigé par David Alward en septembre 2010 remet en cause l'avenir de cette entente.

### Nouvelle-Écosse

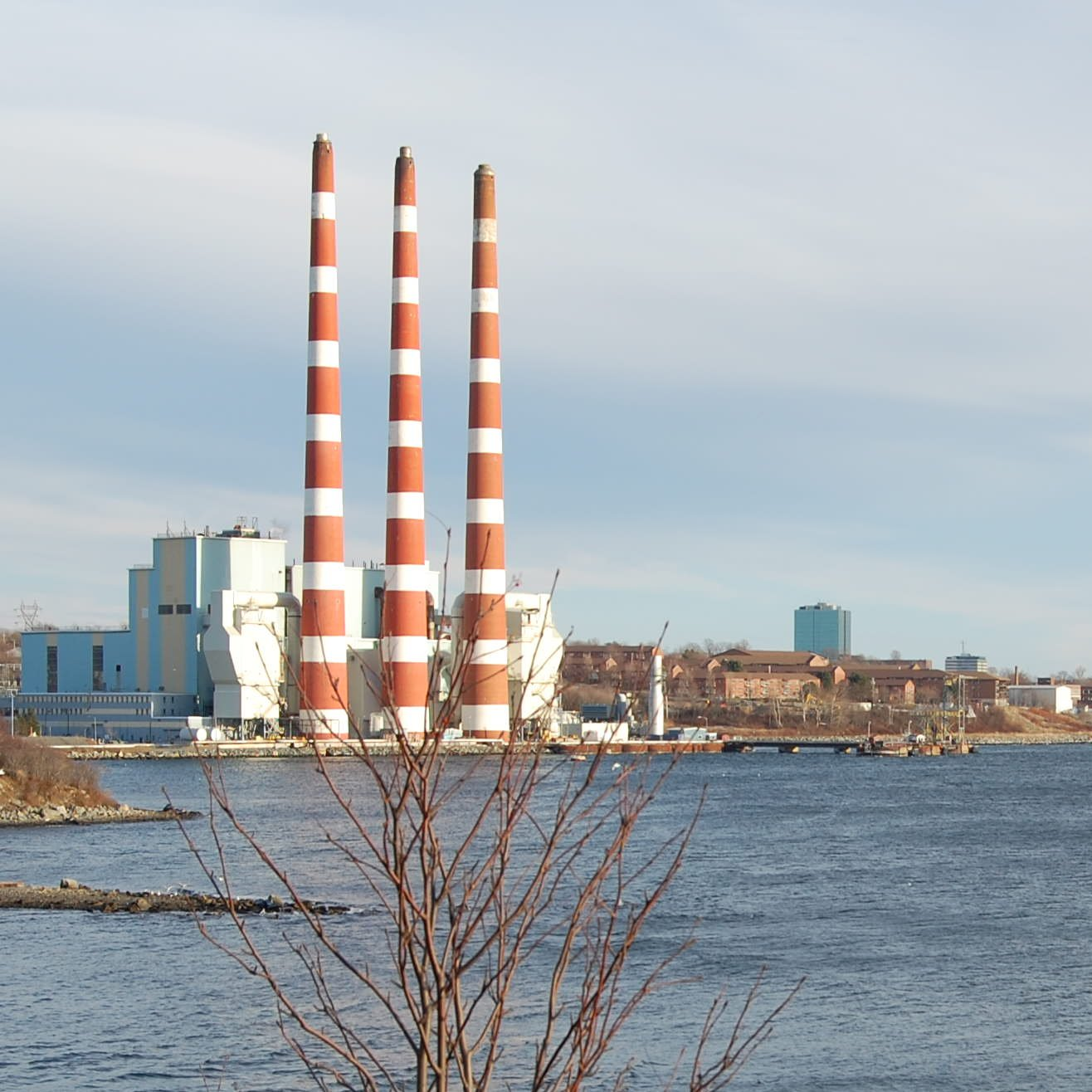
La centrale thermique de Tufts Cove (415 MW), à Dartmouth, près de Halifax.

Nova Scotia Power Inc., une filiale de la société Emera de Halifax, est l'entreprise responsable de la production, du transport et de la distribution de l'électricité en Nouvelle-Écosse. Anciennement de propriété publique, la société a été privatisée en 1992 par le gouvernement conservateur de Donald Cameron, dans ce qui a été appelé à l'époque la plus grande introduction en bourse de l'histoire canadienne. Des 816 millions de dollars recueillis lors de la vente, 616 millions ont été consacrés au paiement anticipé de la dette de l'entreprise.
NSPI dispose d'une puissance installée de 2 293 mégawatts : 5 centrales thermiques, alimentées au charbon, au coke de pétrole, au mazout et au gaz naturel, fournissent la plus grande partie des 13 térawatts-heures produits annuellement. L'entreprise exploite également la centrale marémotrice d'Annapolis Royal, la seule du genre en Amérique du Nord, ainsi que 33 centrales hydroélectriques, pour la plupart de petite taille à l'exception de la centrale de Wreck Cove (230 mégawatts), mise en service en 1978.
Au fil des ans, Nova Scotia Power a été prise à partie pour sa performance en matière d'entretien et pour la longueur des délais de rétablissement du service après des tempêtes. En septembre 2003, 700 000 résidents ont subi des pannes de courant allant jusqu'à deux semaines après le passage de l'ouragan Juan. De catégorie 2, il a endommagé 27 lignes électriques principales, arraché des pylônes, 117 lignes de distribution et 31 postes électriques majeurs. Plus récemment, les politiques d'investissement de l'entreprise dans le réseau électrique provincial ont été abordées au cours du débat électoral télévisé tenu à la veille de l'élection générale de 2009. Toutefois, la compagnie a reçu les félicitations du premier ministre Darrell Dexter en raison de ses efforts pour rétablir le courant après le passage de l'ouragan Earl, en septembre 2010.

### Ontario

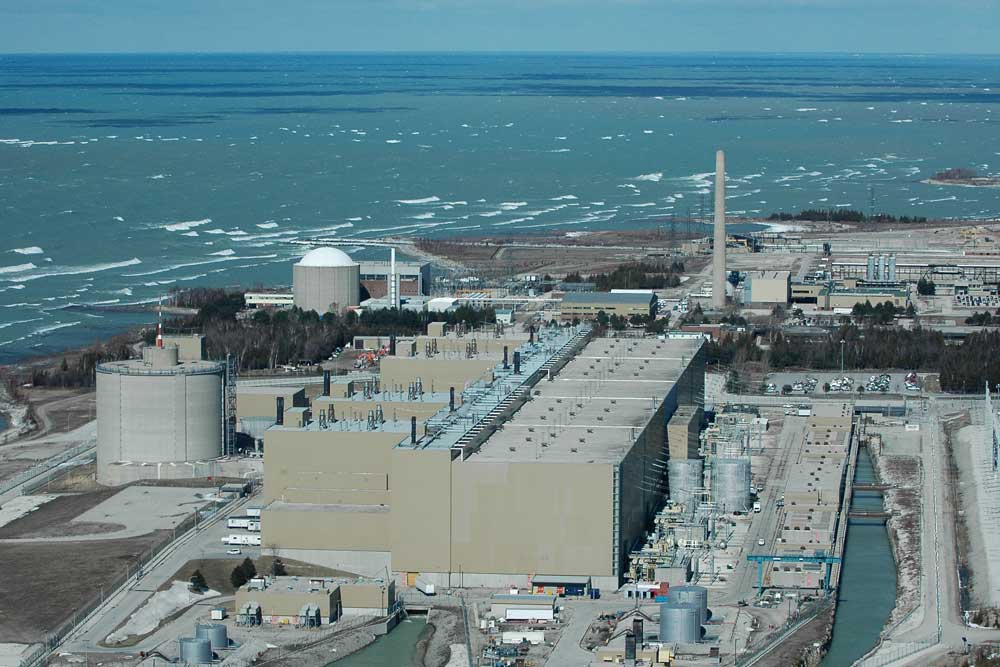
La centrale nucléaire de Bruce, près de Kincardine, est la plus grande centrale électrique au Canada, avec une puissance installée de 7276 MW (brut).

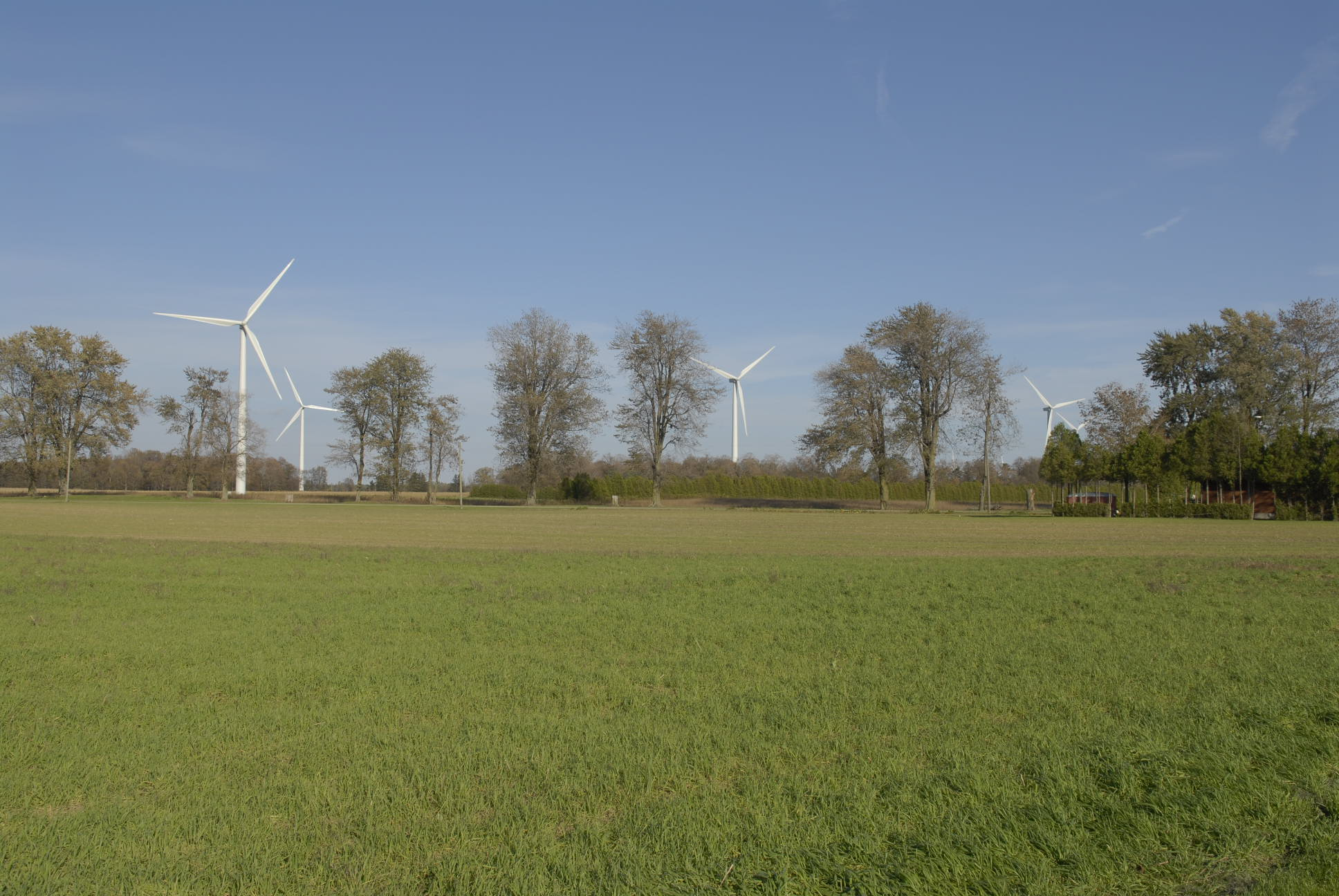
Le parc éolien Erie Shores, près de Port Burwell.

L'Ontario a privilégié l'énergie nucléaire au cours des années 1970 et 1980 en construisant trois grandes centrales nucléaires, comprenant 20 réacteurs CANDU, qui produisent la moitié de la consommation provinciale. La mise en service de la centrale nucléaire de Darlington en 1993, « à un coût plusieurs fois supérieur aux estimations initiales » a provoqué d'importantes hausses de tarifs et une réévaluation de la politique énergétique ontarienne. Trois documents d'orientation majeurs ont été publiés : le rapport du comité consultatif sur la concurrence dans le système électrique ontarien (1996), présidé par l'ancien ministre fédéral Donald Macdonald, un Livre blanc du gouvernement sur la politique de l'électricité (1997) et le rapport du Comité de planification du marché (1999) ont pavé la voie vers une réorientation majeure de l'industrie.
En avril 1999, la société Ontario Hydro a été dissoute et séparée en cinq entreprises : Ontario Power Generation (OPG), responsable de la production d'électricité, Hydro One, qui exploite les réseaux de transport et de distribution, l'Independent Electricity System Operator, responsable du marché de gros, l'Electrical Safety Authority et l'Ontario Electricity Financial Corporation, qui est responsable de la gestion de la dette échouée de 38,1 milliards de dollars de l'ancienne société publique.
En 2001, OPG loue la plus grande centrale électrique canadienne, la centrale nucléaire de Bruce, au consortium Bruce Power, dirigé à l'origine par l'entreprise britannique British Energy, afin de réduire sa part de marché de la production à 70 %. Le gouvernement a ouvert le marché de gros à la concurrence le 1er mai 2002, mais une vague de chaleur et une sécheresse provoquent l'envolée des prix en pointe qui atteignent 4,71 $/kWh en juillet et 10,28 $/kWh en septembre. Face à la colère du public, le gouvernement d'Ernie Eves annonce le 11 novembre 2002 un gel rétroactif des prix pour les petits consommateurs, tout en laissant intact le nouveau marché de gros.
Plusieurs décisions du gouvernement Eves, dont l'arrêt partiel du programme de déréglementation du marché, l'abandon de l'introduction en bourse d'Hydro One et sa gestion de la panne de courant nord-américaine de 2003 soient favorablement accueillies par l'opinion publique, le gouvernement conservateur est remplacé par celui du libéral Dalton McGuinty au terme de l'élection générale ontarienne de 2003. La même période, l'avenir des centrales au charbon d'OPG, dont celui de la plus grande centrale au charbon en Amérique du Nord, à Nanticoke (3 680 mégawatts), devient un enjeu politique. Les conservateurs promettent de fermer les cinq centrales de la province d'ici 2015, alors que McGuinty s'engage à les retirer du service en 2007, une date qui a été repoussée en 2014.
En avril 2009, l'Assemblée législative de l'Ontario adopte le Green Energy Act, qui établit un régime de tarification incitative pour la construction de centrales d'énergie renouvelable, en plus de faciliter le processus d'implantation de nouveaux sites éoliens sur l'ensemble du territoire. Deux mois après l'adoption du projet de loi, le gouvernement annonce la suspension d'un appel d'offres pour l'achat de deux nouveaux réacteurs à Darlington, en raison des coûts, plus tard estimés à 26 milliards de dollars. La stratégie gouvernementale soulève des critiques, parce qu'elle augmenterait le prix de l'électricité, qu'elle réduirait la fiabilité du système, et qu'elle provoquerait des frictions entre des groupes de citoyens et les promoteurs éoliens. En septembre 2010, la puissance installée des parcs éoliens de l'Ontario s'élevait à 1 248 mégawatts, soit plus du tiers des 3 499 mégawatts installés dans l'ensemble du Canada.

### Québec

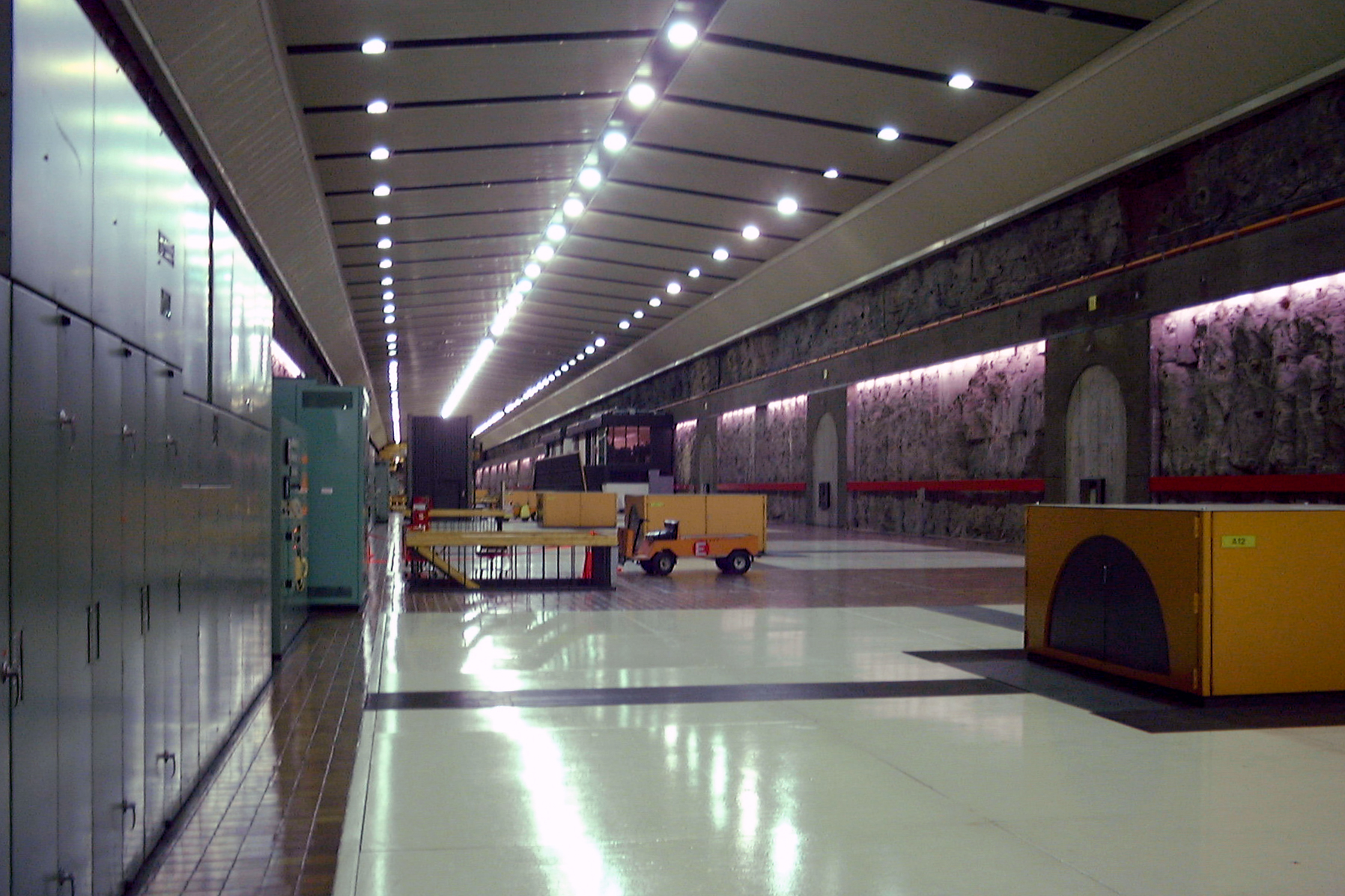
La centrale souterraine Robert-Bourassa est la plus grande centrale hydroélectrique au Canada. Les 16 groupes de la centrale ont une puissance installée de 5616 MW.

L'industrie de l'électricité au Québec est dominée par la plus grande entreprise canadienne du secteur, la société d'État Hydro-Québec. Avec une puissance installée de 36 810 mégawatts, dont 34 118 mégawatts proviennent de ses centrales hydroélectriques, l'entreprise a produit et acheté 203,2 térawatts-heures d'électricité en 2009, soit presque le tiers de toute l'électricité produite au Canada. Profitant de ses faibles coûts de production, des bas taux d'intérêt et des prix élevés à l'exportation, Hydro-Québec a versé 10 milliards en dividendes au gouvernement du Québec entre 2005 et 2009.
Depuis 2003, la société a ajouté 8 centrales d'une puissance de 2 343 mégawatts à son parc de production et construit six autres installations : les centrales de Eastmain-1-A (768 mégawatts) et Sarcelle (150 mégawatts) qui devraient être complétées en 2012 ainsi que les quatre centrales du projet de la Romaine (1 550 mégawatts), dont la mise en service est prévue entre 2014 et 2020. Le dernier plan stratégique d'Hydro-Québec, rendu public en 2009, évoque la construction de 3 500 mégawatts supplémentaires d'ici 2035, dont 3 000 mégawatts de production hydroélectrique. La société d'État prévoit investir 25,1 milliards de dollars entre 2009 et 2013 au chapitre de la production, du transport et de l'efficacité énergétique.
Le Québec entend également augmenter sa production éolienne. La stratégie énergétique du gouvernement, publiée en 2006, prévoit la construction de parcs éoliens dont la puissance totale devrait s'établir à 3 500 mégawatts en 2015. Vingt-deux contrats d'approvisionnement de 20 ans ont été signés pour une puissance de 2 990 mégawatts avec des promoteurs privés au terme de deux appels d'offres, lancés en 2003 et 2005. Un troisième appel d'offres, privilégiant des petits projets communautaires ou autochtones, devrait être complété d'ici la fin de 2010.

### Saskatchewan

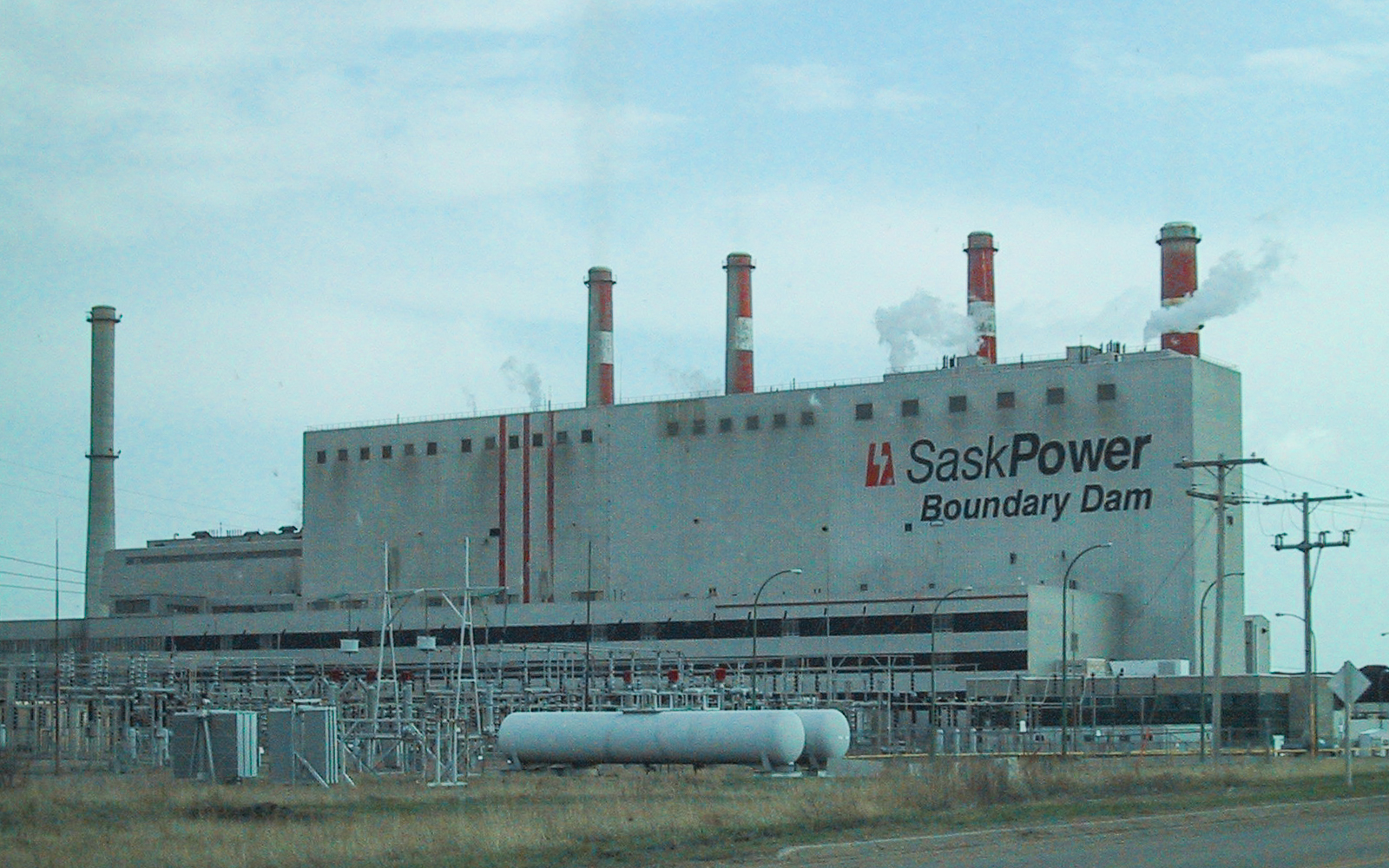
La centrale au charbon de Boundary Dam, à Estevan.

En 2007, la Saskatchewan a produit 12 362 gigawatts-heures d'électricité dans ses centrales au charbon sur une production totale de 20 278 gigawatts-heures.  SaskPower, une société de la Couronne, est le principal producteur d'électricité de la province. La société possède 17 centrales, dont la puissance installée s'établit à 3 371 mégawatts. Elle compte trois centrales thermiques au charbon (1 682 mégawatts), cinq centrales au gaz naturel (674 mégawatts), sept centrales hydroélectriques (854 mégawatts) et deux parcs éoliens (161 mégawatts). Deux producteurs indépendants exploitent les centrales de cogénération de Cory et Meridian, qui ont une puissance totale de 438 mégawatts, alors que cinq installations de récupération de la chaleur peuvent produire 31 mégawatts.
La condition actuelle du réseau électrique provincial nécessitera des investissements importants au cours de la prochaine décennie. Des discussions ont été entreprises avec le Manitoba afin de construire une ligne d'interconnexion à 138 kilovolts entre les deux provinces. Une nouvelle centrale privée de 260 mégawatts au gaz naturel est présentement en construction à North Battleford. Elle devrait entrer en service en 2013[réf. souhaitée].

### Terre-Neuve-et-Labrador
Newfoundland and Labrador Hydro, une filiale de la société de la Couronne Nalcor Energy, exploite la plupart des centrales de la province, le réseau de transport en plus de vendre directement aux grands consommateurs industriels. L'entreprise dessert également des communautés isolées qui ne sont pas reliées aux réseaux électriques principaux de l'île de Terre-Neuve ou du Labrador.
Newfoundland Power, une filiale de Fortis Inc., une entreprise de St. John's, est un distributeur réglementé qui dessert 239 000 clients, soit 85 % de tous les consommateurs d'électricité de la province. L'entreprise achète 90 % de toute l'électricité qu'elle distribue à Newfoundland and Labrador Hydro. 
L'électricité produite dans la province provient surtout de centrales hydroélectriques et de la centrale de Holyrood, près de St. John's, une centrale de 500 mégawatts alimentée au mazout lourd. La plus grande centrale de la province, la centrale de Churchill Falls a été mise en service entre 1971 et 1974. D'une puissance installée de 5 428 mégawatts, cette centrale est la propriété de Churchill Falls (Labrador) Corporation Limited, une coentreprise de Newfoundland and Labrador Hydro (65,8 %) et Hydro-Québec (34,2 %). La plus grande partie de la production de cette centrale est vendue à Hydro-Québec en vertu d'un contrat de 65 ans valide jusqu'en 2041,.
La construction de deux centrales sur le cours inférieur de la rivière Churchill, les centrales de Gull Island (2 250 mégawatts) et de Muskrat Falls (824 mégawatts) sont envisagées depuis 35 ans. Nalcor Energy a soumis une étude d'impact environnementale pour le projet le 6 mars 2009, présentement évaluée par une commission formée de représentants provinciaux et fédéraux. Nalcor et le gouvernement conservateur de Danny Williams étudient différents scénarios en vue de construire les centrales et de renforcer le réseau de transport, condition essentielle à la mise en marché de l'électricité qui serait produite dans le Bas-Churchill.
Le projet du Bas-Churchill a été initié en 2007 et doit être terminé en 2020 après de nombreux retards et des surcoûts très importants. Il doit permettre de transporter l'électricité du Labrador vers la Nouvelle-Écosse en passant par Terre-Neuve.

### Nunavut
La société de la Couronne Qulliq Energy Corporation est la seule entreprise électrique qui dessert les communautés éloignées du Nunavut. Qulliq, qui opère sous la raison sociale Nunavut Power, exploite 27 génératrices au diesel dans 25 communautés. Le territoire n'est pas connecté au réseau électrique intégré nord-américain.
Qulliq étudie la construction d'une petite centrale hydroélectrique à Jayne Inlet, près de la capitale Iqaluit, qui est actuellement alimentée par deux génératrices. Le projet de centrale de 5 mégawatts, qui pourrait coûter plus de 200 millions de dollars, a été retardé par la baisse des prix du pétrole et la crise financière. Sa construction pourrait débuter en 2015 ou 2016.

### Territoires du Nord-Ouest
Bien que les Territoires du Nord-Ouest ne soient pas reliés au réseau électrique intégré de l'Amérique du Nord, il existe deux réseaux électriques en exploitation, le premier dans la région de Yellowknife et le second à Fort Smith. La plupart des communautés éloignées sont desservies par des génératrices au diesel. La société de la Couronne Northwest Territories Power Corporation est responsable de la production, alors que Northland Utilities, une filiale du groupe albertain ATCO, exploite les principaux réseaux de distribution.

### Yukon
Yukon Energy Corporation est la société de la Couronne responsable de la production de la majeure partie de l'électricité consommée au Yukon. L'hydroélectricité est la principale source d'énergie électrique, occupant une part de 93,2 % en 2007. Une éolienne de 810 kilowatts à Whitehorse et des génératrices au diesel dans les communautés isolées produisent le reste de l'électricité. Le Yukon a deux réseaux électriques qui ne sont pas reliés au réseau intégré nord-américain. Yukon Electrical Company, une filiale du groupe albertain ATCO, est le principal distributeur d'électricité dans le territoire.
Dans sa stratégie énergétique rendue publique en 2009, le gouvernement du Yukon affirme vouloir augmenter de 20 % sa production d'énergie renouvelable hydroélectrique et éolienne. Le gouvernement considère également la possibilité de relier les deux réseaux de transport, en construisant une ligne qui relierait Carmacks et Stewart. Aucun échéancier n'a cependant été fixé.

## Changements climatiques
En 2008, l'industrie albertaine de l'électricité était la plus grande émettrice de gaz à effet de serre au Canada, avec des émissions totales de 55,9 millions de tonnes équivalent CO2, soit 47 % de toutes les émissions de ce secteur au Canada. Elle était suivie de l'Ontario (27,4 Mt CO2éq.), de la Saskatchewan  (15,4 Mt CO2éq.) et de la Nouvelle-Écosse (9,4 Mt CO2éq.). De toutes les provinces, le Québec a l'intensité la plus faible dans le secteur de l'électricité avec des émissions de 2,45 g CO2éq. par kilowatt-heure d'électricité produite.
L'Ontario a enregistré une forte baisse de ses émissions en 2008, en raison de la demande plus faible, des prix du gaz naturel et des instructions données par le gouvernement ontarien à Ontario Power Generation au sujet de l'utilisation des quatre centrales au charbon, qui seront graduellement mises au rancart d'ici 2014. Selon l'Independent Electricity System Operator de l'Ontario, 4 700 mégawatts de nouvelles centrales au gaz naturel et 1 100 mégawatts de nouveaux parcs éoliens ont été mis en service entre 2003 et 2009. Les nouvelles centrales au gaz naturel permettront de fermer deux unités aux centrales de Nanticoke et de Lambton d'ici la fin de 2010, en conformité avec l'échéancier gouvernemental.
En Alberta, TransAlta et Capital Power Corporation construisent un système de séquestration du dioxyde de carbone à la centrale de Keephills, un projet de centrale au charbon de 450 mégawatts. Le projet, qui a reçu des subventions de 770 millions de dollars des gouvernements fédéral et provincial, séquestrera une partie du dioxyde de carbone dans des formations géologiques et utilisera le reste pour des projets de récupération assistée du pétrole. La centrale devrait entrer en service en 2015. En mars 2010, SaskPower a annoncé son projet de séquestration du CO2, à la centrale de Boundary Dam, la plus puissante de la province. La Colombie-Britannique a ordonné à BC Hydro de retirer la centrale au gaz naturel de Burrard, une centrale de 950 mégawatts construite il y a près de 50 ans, de ses installations destinées à l'alimentation de base.
| Province/Territoire       | 1990                      | 2004    | 2005    | 2006    | 2007    | 2008    |
| ------------------------- | ------------------------- | ------- | ------- | ------- | ------- | ------- |
| Province/Territoire       | kilotonnes équivalent CO2 |         |         |         |         |         |
| Terre-Neuve-et-Labrador   | 1 630                     | 1 450   | 1 230   | 795     | 1 230   | 1 040   |
| Île-du-Prince-Édouard     | 103                       | 18      | 12      | 8       | -       | -       |
| Nouvelle-Écosse           | 6 840                     | 9 990   | 9 360   | 8 680   | 9 140   | 9 420   |
| Nouveau-Brunswick         | 6 130                     | 8 690   | 8 630   | 7 060   | 7 310   | 6 830   |
| Québec                    | 1 520                     | 1 660   | 727     | 918     | 2 180   | 470     |
| Ontario                   | 26 600                    | 32 300  | 34 300  | 28 600  | 32 000  | 27 400  |
| Manitoba                  | 569                       | 393     | 511     | 382     | 497     | 488     |
| Saskatchewan              | 10 400                    | 16 800  | 15 500  | 14 900  | 15 700  | 15 400  |
| Alberta                   | 40 200                    | 53 400  | 52 600  | 53 900  | 55 400  | 55 900  |
| Colombie-Britannique      | 1 180                     | 1 870   | 1 480   | 1 540   | 1 460   | 1 520   |
| Yukon                     | 94                        | 8       | 8       | 8       | 11      | 12      |
| Territoires du Nord-Ouest | 222                       | 264     | 282     | 222     | 256     | 228     |
| Nunavut                   | 91                        | 45      | 35      | 54      | 35      | 48      |
| Canada                    | 95 500                    | 127 000 | 125 000 | 117 000 | 125 000 | 119 000 |

## Commerce international
Plusieurs sociétés productrices d'hydroélectricité ont largement bénéficié de la libéralisation du secteur de l'électricité aux États-Unis, instaurée par l'Energy Policy Act de 1992 et l'Ordonnance 888 de la Federal Energy Regulatory Commission. Le Nouveau-Brunswick, le Manitoba, l'Ontario et le Québec sont des exportateurs nets, alors que BC Hydro a créé une filiale de courtage de l'électricité sur les marchés voisins.
En 2009, le Canada a exporté plus de 53 térawatts-heures d'électricité — environ 9 % de sa production — vers son voisin du sud, alors qu'il n'a importé que 18 térawatts-heures. Bien que les approvisionnements canadiens ne constituent qu'une faible partie du marché américain, ces exportations occupent une part significative de l'électricité consommée dans certains marchés-clés, comme ceux de la Nouvelle-Angleterre, de l'État de New York, de l'Ohio, du Michigan, du Minnesota et des États du Nord-Ouest Pacifique.
En août 2010, Hydro-Québec a renouvelé un contrat de vente ferme de 225 mégawatts avec les deux plus importants distributeurs de l'État du Vermont, Central Vermont Public Service et Green Mountain Power. Afin de faciliter la signature de l'entente, d'une durée de 26 ans, une nouvelle loi sur l'énergie renouvelable, H. 781, a été proclamée par le gouverneur Jim Douglas, le 4 juin 2010, après son adoption par les deux chambres de la législature de l'État. La nouvelle loi fait du Vermont le premier État américain à déclarer que les grands projets hydroélectriques constituent « une ressource énergétique renouvelable ».
| Province             | 2006             | 2006           | 2007      | 2007           | 2008      | 2008           | 2009      | 2009           |
| -------------------- | ---------------- | -------------- | --------- | -------------- | --------- | -------------- | --------- | -------------- |
| Province             | des É.-U.        | vers les É.-U. | des É.-U. | vers les É.-U. | des É.-U. | vers les É.-U. | des É.-U. | vers les É.-U. |
| Province             | gigawatts-heures |                |           |                |           |                |           |                |
| Alberta              | 209              | 67             | 651       | 247            | 761       | 228            | 662       | 216            |
| Colombie-Britannique | 12 209           | 5 174          | 7 202     | 10 323         | 11 514    | 8 081          | 11 275    | 6 943          |
| Manitoba             | 819              | 12 312         | 528       | 11 063         | 88        | 9 880          | 224       | 9 262          |
| Nouveau-Brunswick    | 511              | 2 058          | 646       | 1 598          | 1 081     | 1 367          | 1 408     | 1 904          |
| Nouvelle-Écosse      | 25               | 229            | 25        | 13             | 273       | 13             | —         | —              |
| Ontario              | 6 353            | 9 059          | 6 908     | 10 365         | 7 998     | 18 571         | 3 328     | 16 180         |
| Québec               | 2 535            | 11 713         | 3 359     | 16 101         | 1 352     | 17 455         | 1 057     | 18 637         |
| Saskatchewan         | 1 147            | 595            | 203       | 392            | 432       | 137            | 334       | 110            |
| Canada               | 23 808           | 41 207         | 19 522    | 50 102         | 23 499    | 55 732         | 18 288    | 53 252         |